# Київський зоопарк

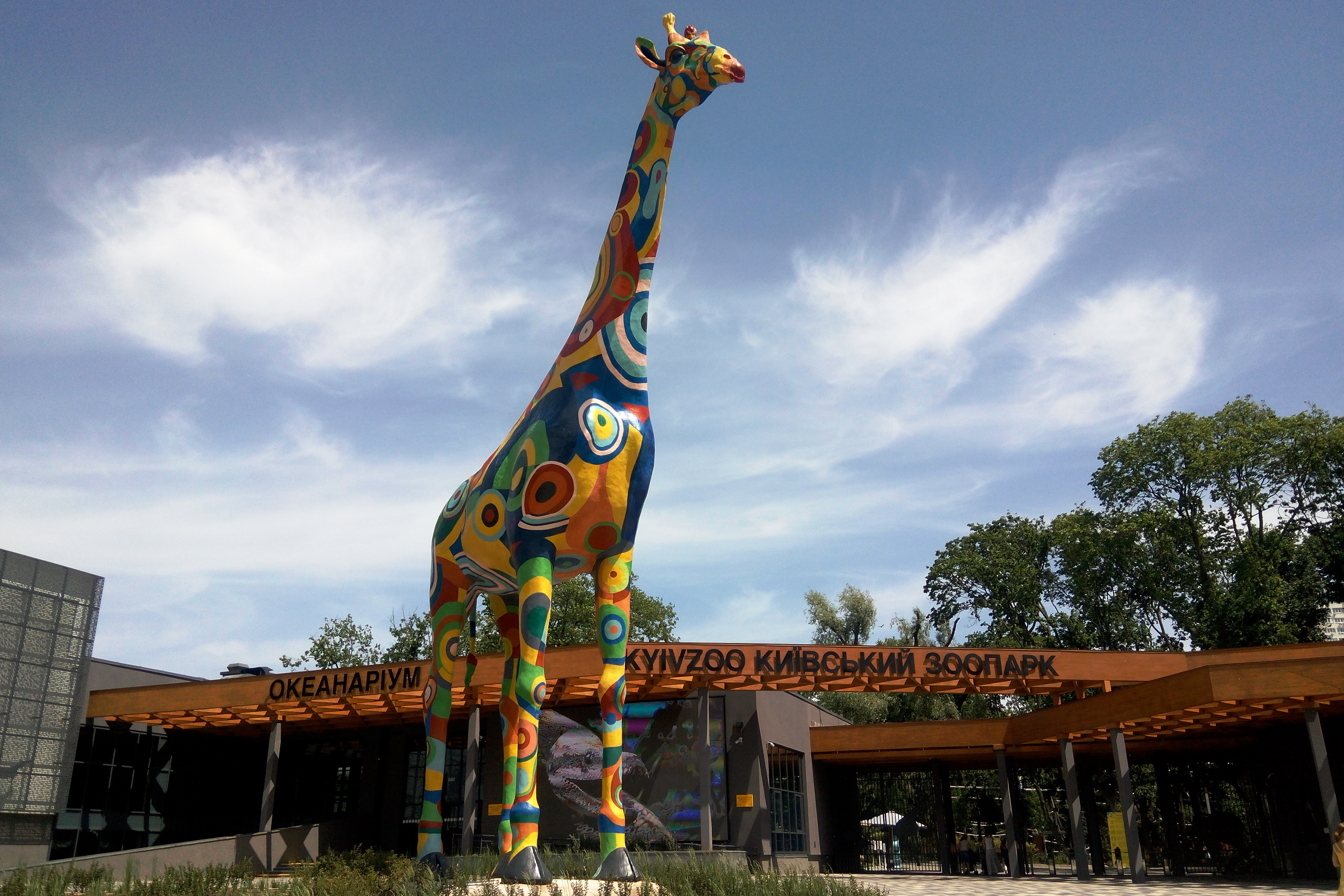
Головний вхід в Київський зоопарк

Ки́ївський зоологі́чний парк — це природоохоронна, науково-дослідна та культурно-освітня установа, що є штучно створеним об'єктом природно-заповідного фонду загальнодержавного значення. Парк-пам'ятка садово-паркового мистецтва загально державного значення з 1972 року.

## Історія
За свою вікову історію зоопарк пройшов довгий шлях від громадського звіринцю до одного з найбільших за територією зоологічних парків Європи, займає площу близько 34,22 га (експозиційна площа — 21,85 га).
Вхід прикрашено скульптурами могутніх левів і зубра (скульптор Юрій Рубан, 1968)

## Сучасний стан
- як об'єкт природно-заповідного фонду, зоопарк підпорядковується Міністерству охорони навколишнього природного середовища України (статус об'єкту природно-заповідного фонду зоопарк отримав відповідно до Ухвалою Ради Міністрів Української РСР від 22 липня 1983 № 311 «Про класифікацію і мережу територій та об'єктів природно-заповідного фонду Української РСР»[недоступне посилання з липня 2019])
- зоопарк відноситься до комунальної власності територіальної громади м.Києва і, як об'єкт управління майном, підпорядковується Головному управлінню охорони здоров'я та медичного забезпечення виконавського органу Київської міської ради (Київської міської державної адміністрації) — відповідно до ухвалою Кабінету міністрів України від 12.10.1992 р. за № 584 "Про зміну деяких рішень Уряду України у зв'язку з прийняттям Закону України «Про природно-заповідний фонд України»[недоступне посилання з липня 2019].

## Основні функції зоопарку
- формування та утримання колекцій тварин;
- збереження та відтворення тварин у штучних умовах, в першу чергу тих, що зникають — рідкісних, занесених до Червоної книги України й міжнародних Червоних списків;
- вивчення, узагальнення та впровадження вітчизняного та зарубіжного досвіду утримання та розведення тварин у неволі;
- формування, збереження та розвиток дендропарку;
- проведення науково-дослідних робіт;
- проведення навчально-виховної та культурно-освітньої діяльності в галузі екології, охорони природи, етології, зоології, мисливського господарства і тваринництва;
- забезпечення різноманітних форм культурного дозвілля відвідувачів, створення належних умов відпочинку населення, зберігаючи сприятливі умови утримання тварин.

## Попередні розташування

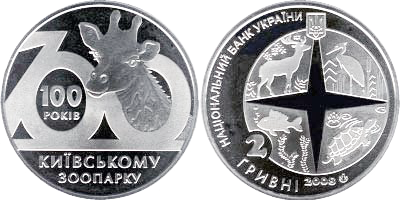
Ювілейна монета «100 років Київському зоопарку»

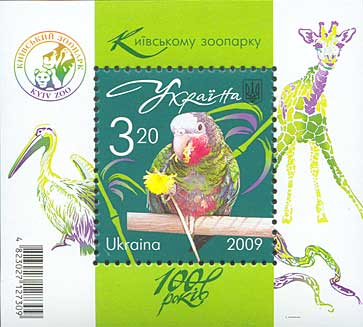
Марка Укрпошти «100 років Київському зоопарку» (2009)

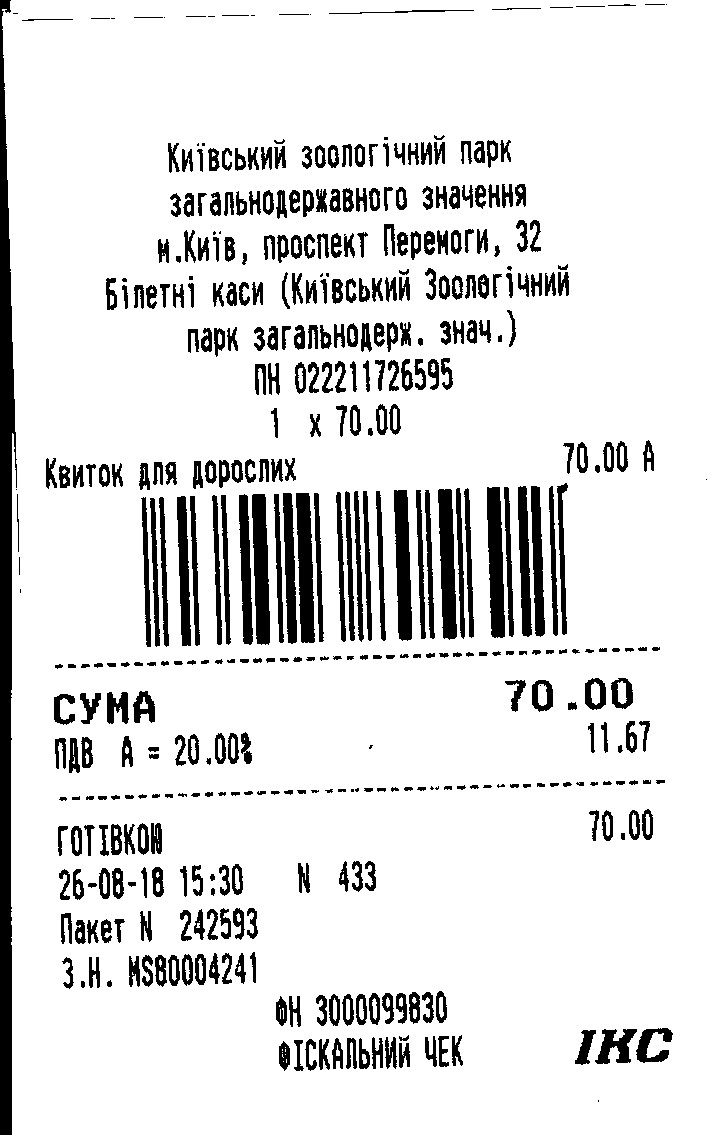
Вхідний квиток для дорослих до Київського зоопарку, серпень 2018 року

Київський зоопарк заснований 1909 р. Спочатку зоопарк розміщувався на території теперішнього Ботанічного саду ім. академіка О. В. Фоміна. З 1913 р. зоологічний парк був переведений на нову територію (Брест-Литовський проспект № 8 (нині Берестейський проспект, 32), де міститься й тепер. Відтоді з'явилася вулиця Зоологічна.

## Основні напрямки діяльності
У зоопарку проводиться робота по акліматизації багатьох тварин (тропічних і субтропічних країн, далекої Півночі); значна увага приділяється розмноженню їх, особливо рідкісних, зникаючих видів. Працівники зоопарку проводили наукову роботу по вивченню умов життя зубрів, куланів, коней Пржевальського, амурського тигра, ведмедів та інші. На території зоологічного парку росте понад 130 видів дерев і кущів. На початку 1980-х рр. було здійснено реконструкцію.
Протягом року спеціалісти зоопарку проводять науково-просвітницькі акції. На базі просвітницького центру Київського зоопарку «Ми потрібні один одному» проводяться лекції для дошкільнят і по шкільній програмі. Проводяться оглядові та тематичні екскурсії по території зоопарку, усі охочі можуть оглянути зоопарк на казковому потязі. Відмічаються міжнародні, державні, муніципальні, народні свята та дні, присвячені окремим групам тварин — мешканцям Київського зоопарку, проходять акції і під час шкільних канікул.
На базі Київського зоопарку активно діє юнацький гурток, в якому діти отримують знання з біології, систематики, зоогеографії наземних та водних тварин, знайомляться з колекцією тварин Київського зоопарку, доглядають за ними, вивчають їх поведінку та цикли розвитку, основи природоохоронної діяльності в Україні та за її межами.
Київський зоопарк відкритий для будь-якої спонсорської допомоги та опікунства над тваринами. На даний час діє «Клуб друзів», який включає програми опікунства над тваринами, спонсорства та меценатства. Також відроджується інститут волонтерства в найкращих традиціях європейських зоопарків.

## Міжнародна співпраця
Зоопарк є членом Євроазійської і Української асоціації зоопарків та акваріумів.

## Найвідоміші тварини
- Слон Бой (1970—2010) — улюбленець відвідувачів, прожив у зоопарку 38 років.
- Бегемотиха Бреста (1958—2016) — найстаріший бегемот у світі.
- Носоріг Тривога (1970—2016) — самка білого носорога, найстаріший білий носоріг Європи.

## Кількість тварин у зоопарку
Станом на 23.06.2017 року колекція тварин Київського зоопарку нараховує 300 видів, та становить 2170 особин.
| Рік        | Класи тварин | Класи тварин | Класи тварин | Класи тварин | Класи тварин | Класи тварин | Класи тварин | Класи тварин | Класи тварин | Класи тварин | Класи тварин | Класи тварин | Класи тварин | Класи тварин |
| ---------- | ------------ | ------------ | ------------ | ------------ | ------------ | ------------ | ------------ | ------------ | ------------ | ------------ | ------------ | ------------ | ------------ | ------------ |
| Рік        | Ссавці       | Ссавці       | Птахи        | Птахи        | Плазуни      | Плазуни      | Земноводні   | Земноводні   | Риби         | Риби         | Безхребетні  | Безхребетні  | Усього       | Усього       |
| Рік        | Видів        | Особин       | Видів        | Особин       | Видів        | Особин       | Видів        | Особин       | Видів        | Особин       | Видів        | Особин       | Видів        | Особин       |
| 31.12.1997 | 78           | 462          | 116          | 750          | 43           | 93           | 7            | 46           | 66           | 777          | 5            | 82           | 315          | 2211         |
| 2008       |              |              |              |              |              |              |              |              |              |              |              |              | 414          | 7352         |
| 01.01.2009 | 74           | 324          | 111          | 648          | 56           | 169          | 33           | 189          | 77           | 1057         | 69           | 1360         | 420          | 6747         |
| 01.01.2010 | 59           | 192          | 98           | 593          | 49           | 135          | 21           | 135          | 58           | 530          | 54           | 362          | 339          | 1947         |
| 01.10.2011 |              |              |              |              |              |              |              |              |              |              |              |              | 346          | 2477         |
| 31.10.2012 | 71           | 239          | 98           | 750          | 56           | 205          | 30           | 263          | 48           | 601          | 48           | 780          | 351          | 2838         |
| 01.07.2013 | 72           | 252          | 93           | 646          | 55           | 202          | 52           | 422          | 47           | 626          | 50           | 862          | 369          | ≈ 3000       |
| 01.01.2014 | 71           | 254          | 95           | 842          | 55           | 200          | 53           | 441          | 45           | 679          | 59           | 876          | 378          | 3292         |
| 07.07.2015 |              |              |              |              |              |              |              |              |              |              |              |              | 368          | 3250         |
| 20.03.2016 |              |              |              |              |              |              |              |              |              |              |              |              | 330          | 2480         |
| 23.06.2017 |              |              |              |              |              |              |              |              |              |              |              |              | 300          | 2170         |

## Директори зоопарку
- 1919—1923 — Бурдзинський Венантій Андрійович
- 1923—1932 — Корнєєв Олександр Порфирович
- 1932 — Овчинніков
- 1933—1935 — відомостей немає
- 1938—1941 — Рибінський С. А.
- 1938—1941 — Жуков Олексій Григорович
- 1944—1946 — Жуков Олексій Григорович
- 1946—1947 — Середенко Василь Сергійович
- 1947—1949 — Смирнов Павло Федорович
- 1949—1954 — Попов Євген Васильович
- 1954—1958 — Кравченко Йосиф Васильович
- 1958—1960 — Снитко Пилип Микитович
- 1960—1966 — Тунда Афанасій Семенович
- 1966—1970 — Шершун Микита Лукич
- 1970—1992 — Сапьолкін Володимир Павлович
- 1992—1998 — Лепешков Олексій Васильович
- 1998—2006 — Кирилюк Євген Миколайович
- 2006—2008 — Ромаш Федір Федорович
- 2008 — Толстоухов Олексій Анатолійович (в.о.)
- 2008—2010 — Берзіна Світлана Валеріївна
- 2010—2012 — Толстоухов Олексій Анатолійович
- 2012—2014 — Кирилюк Євген Миколайович
- 2014—дотепер — Трантін Кирило Віталійович

## Галерея

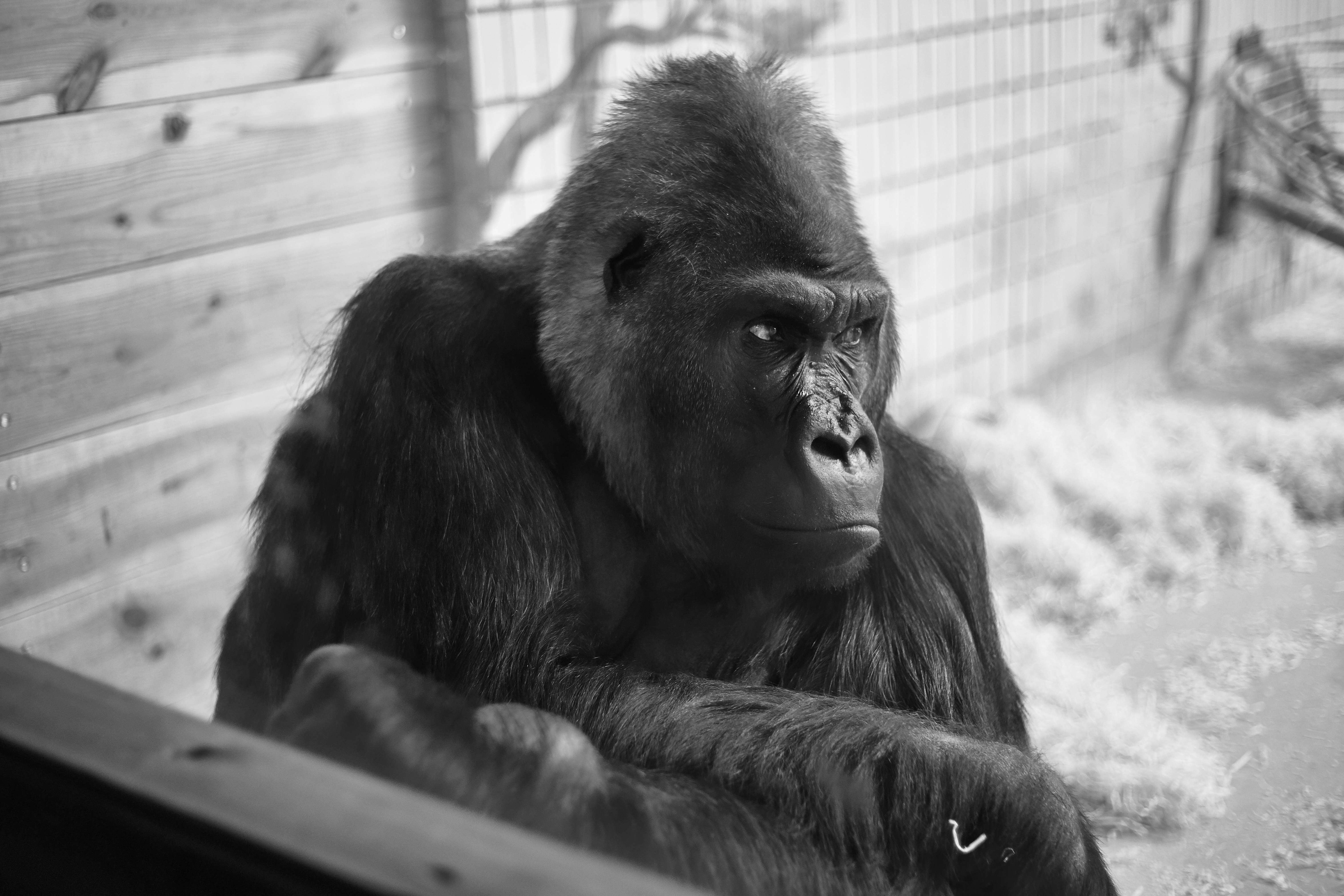
Горила західна
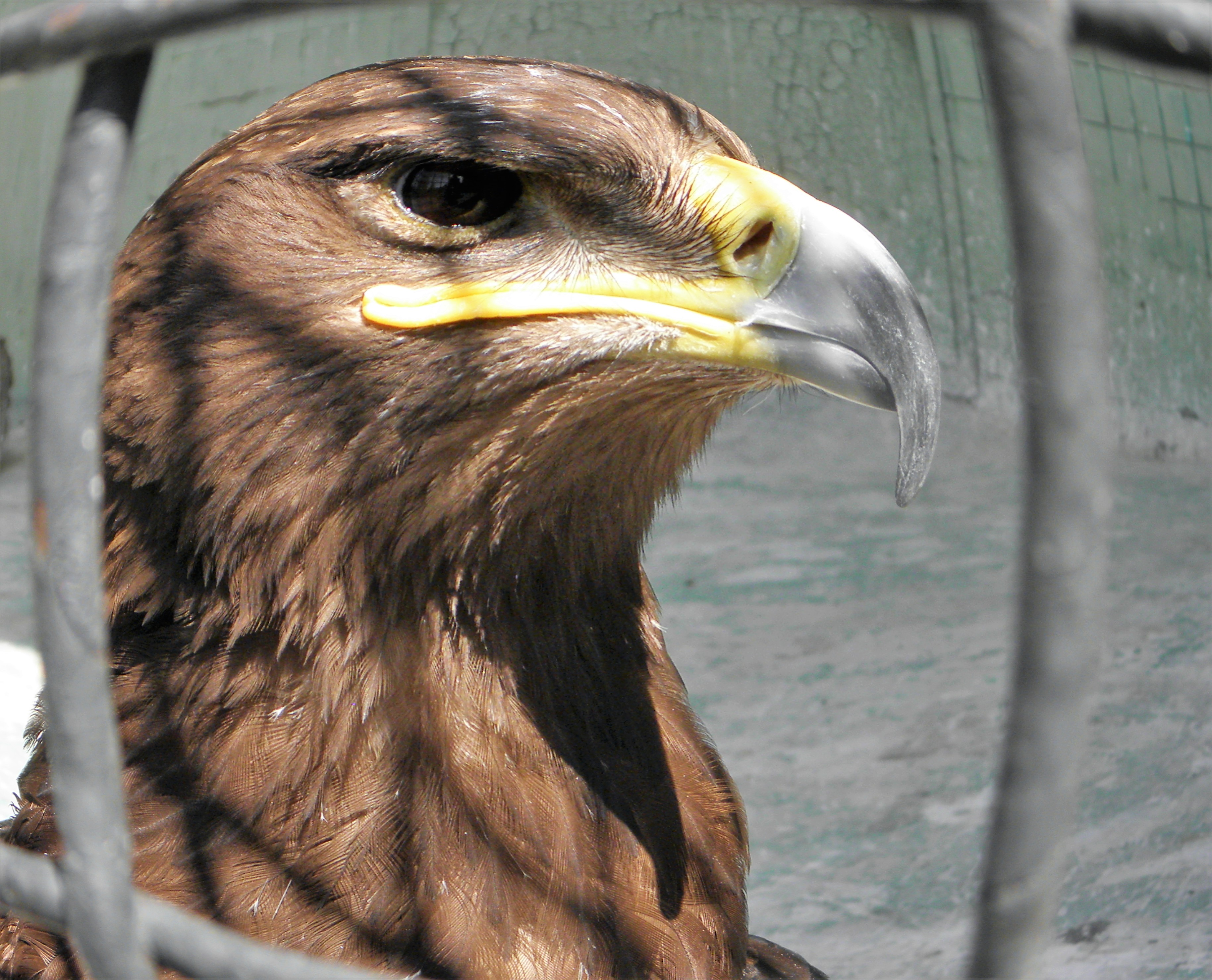
Орел степовий
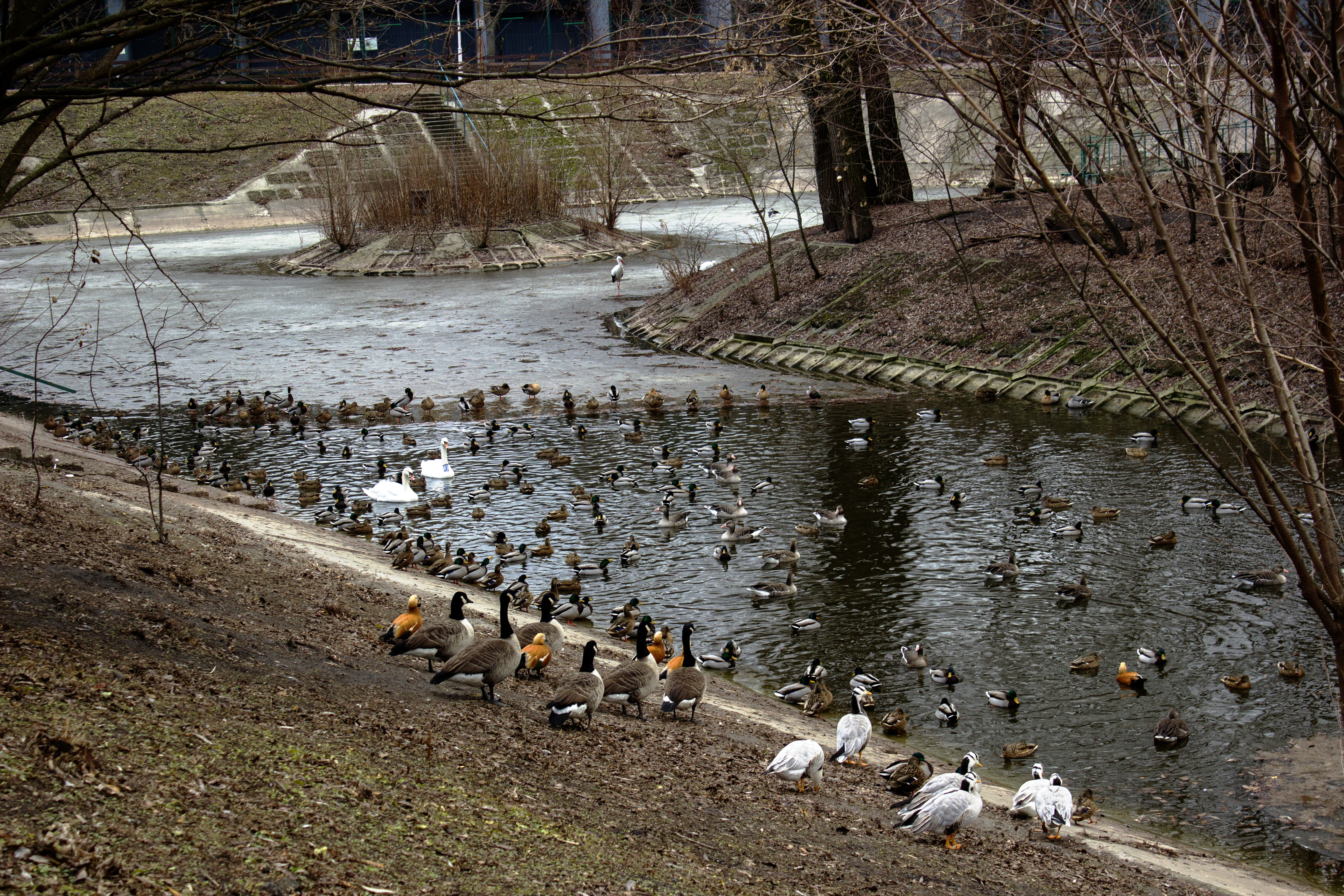
Пташиний став
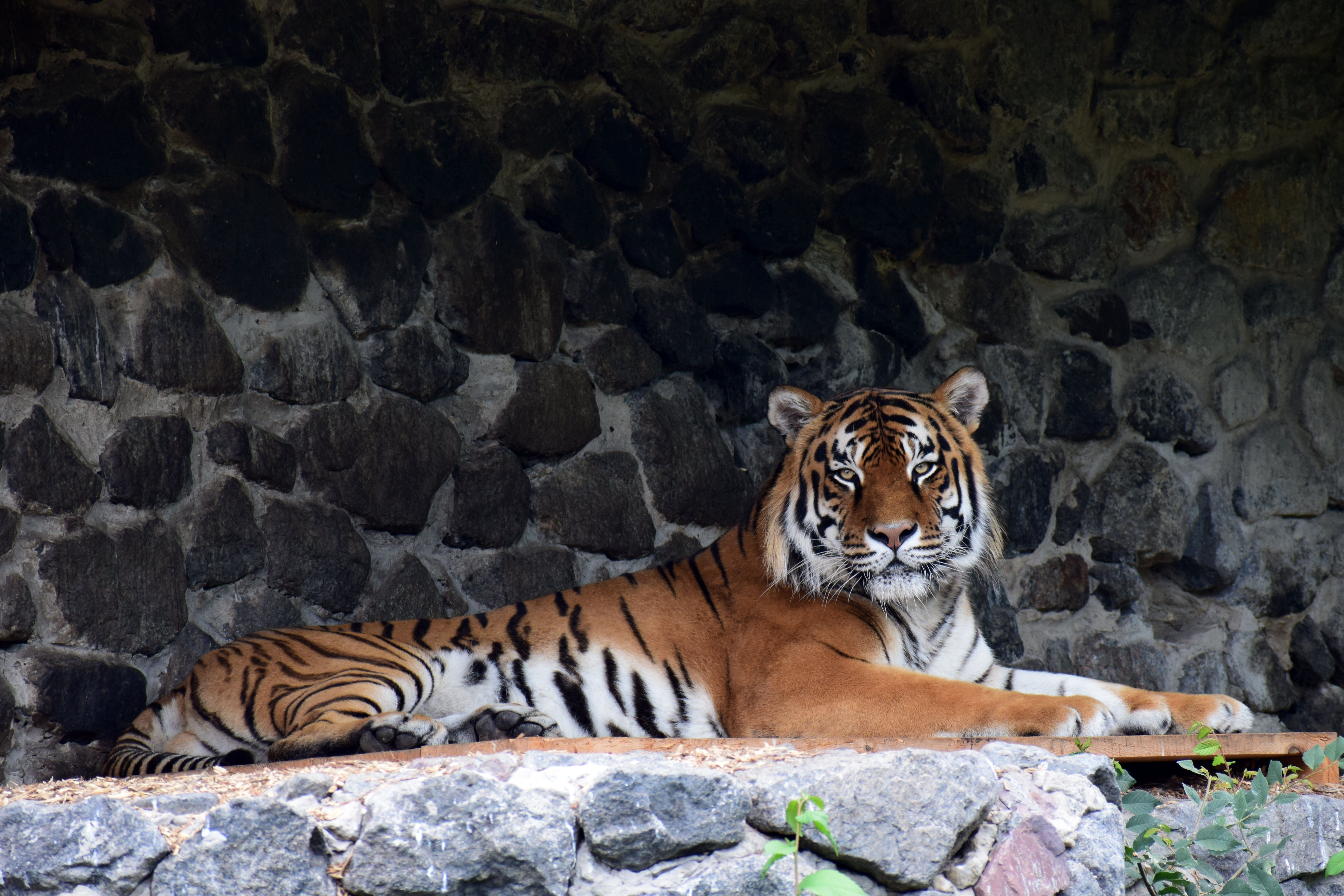
Тигр амурський
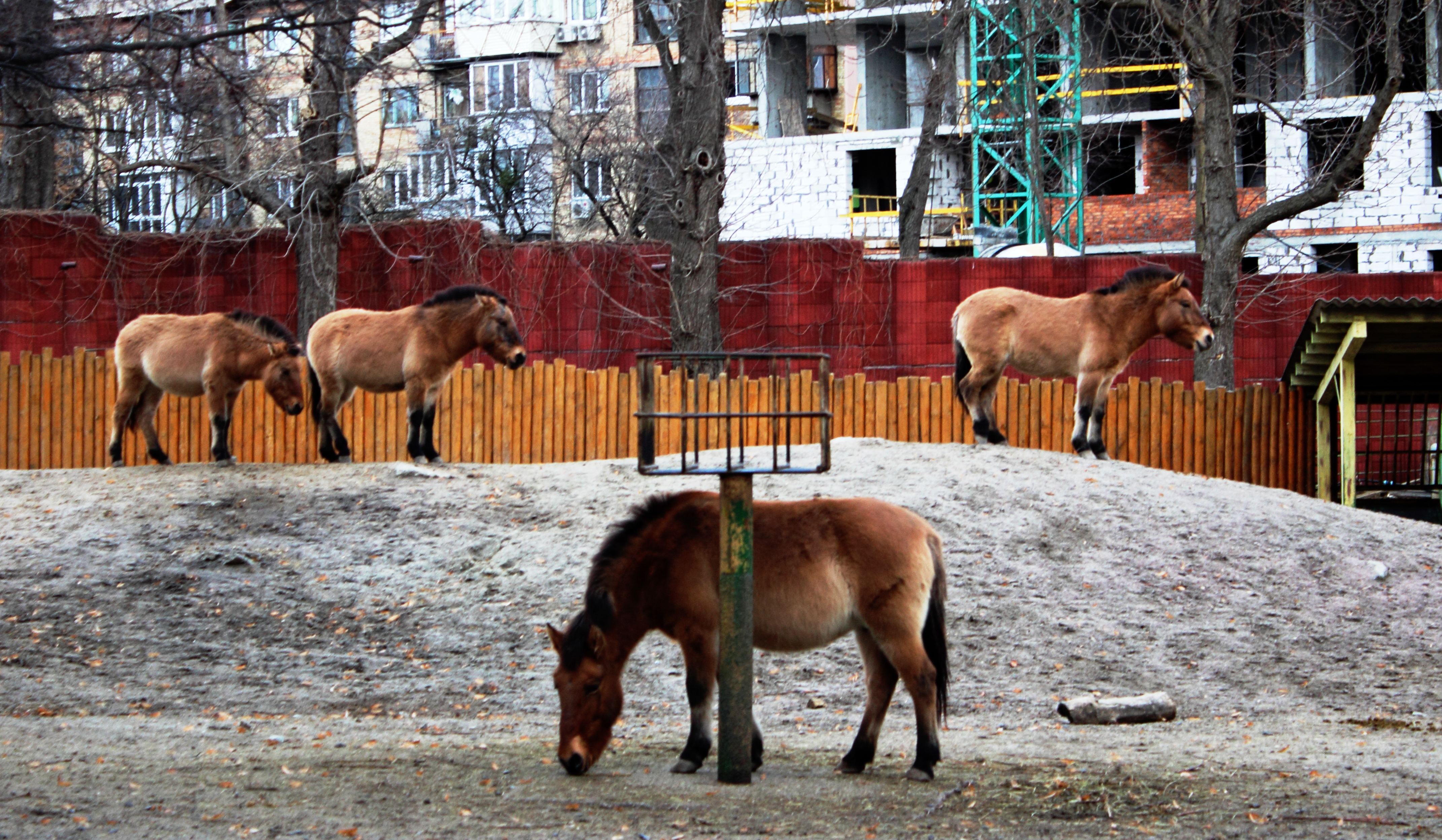
Жеребці вартують, кобили пасуться
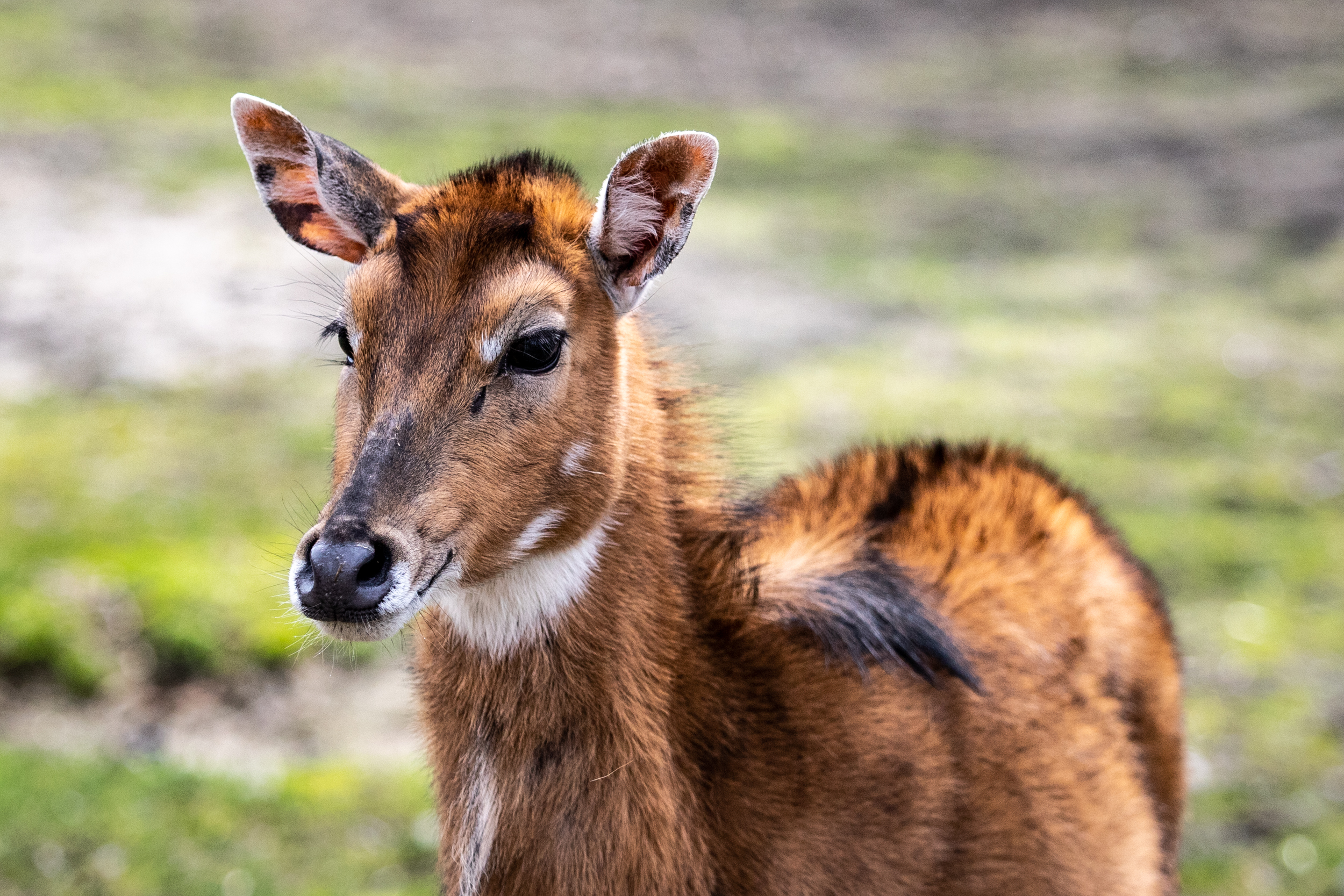
Нільгау
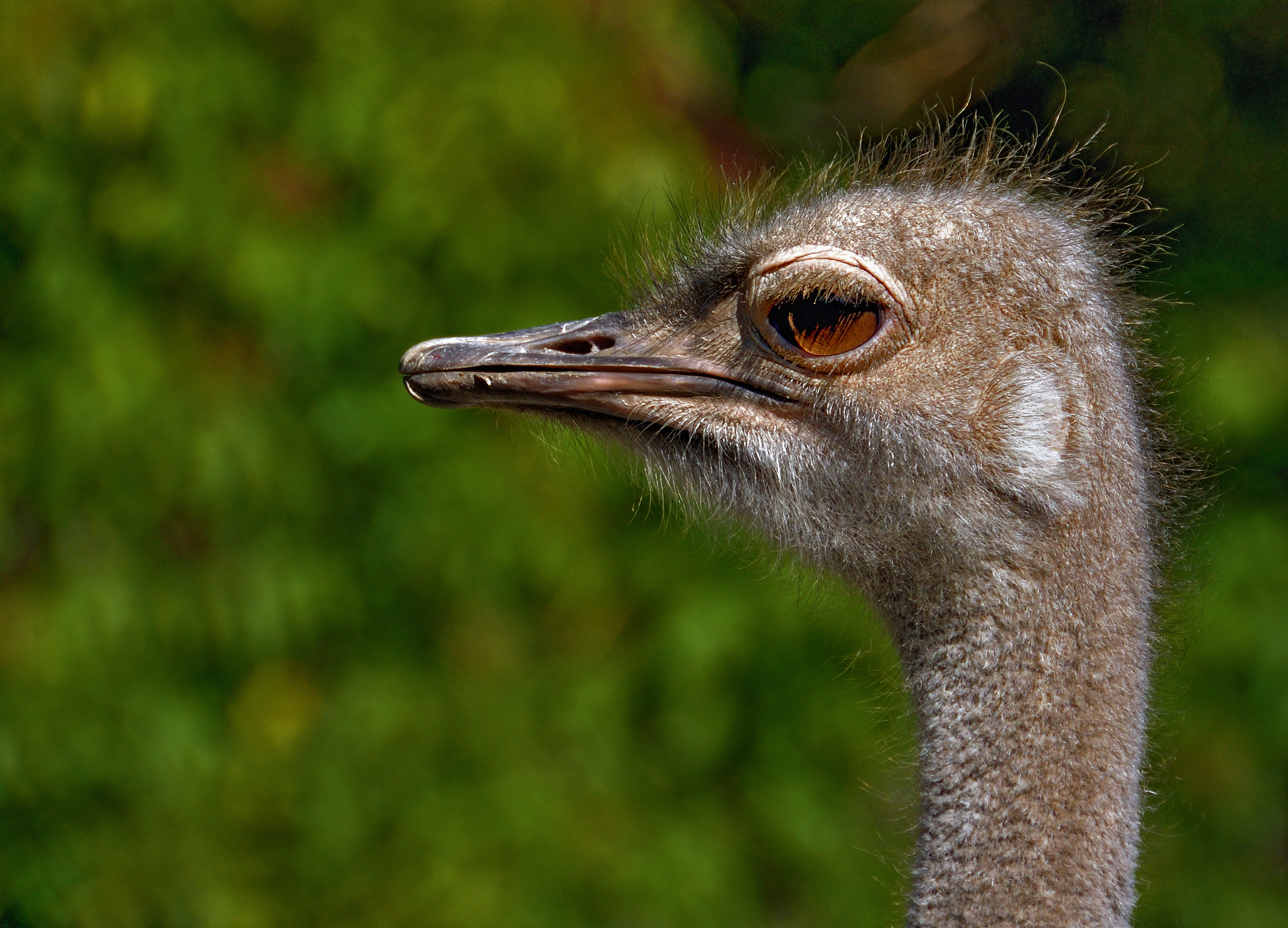
Гордовитий страус
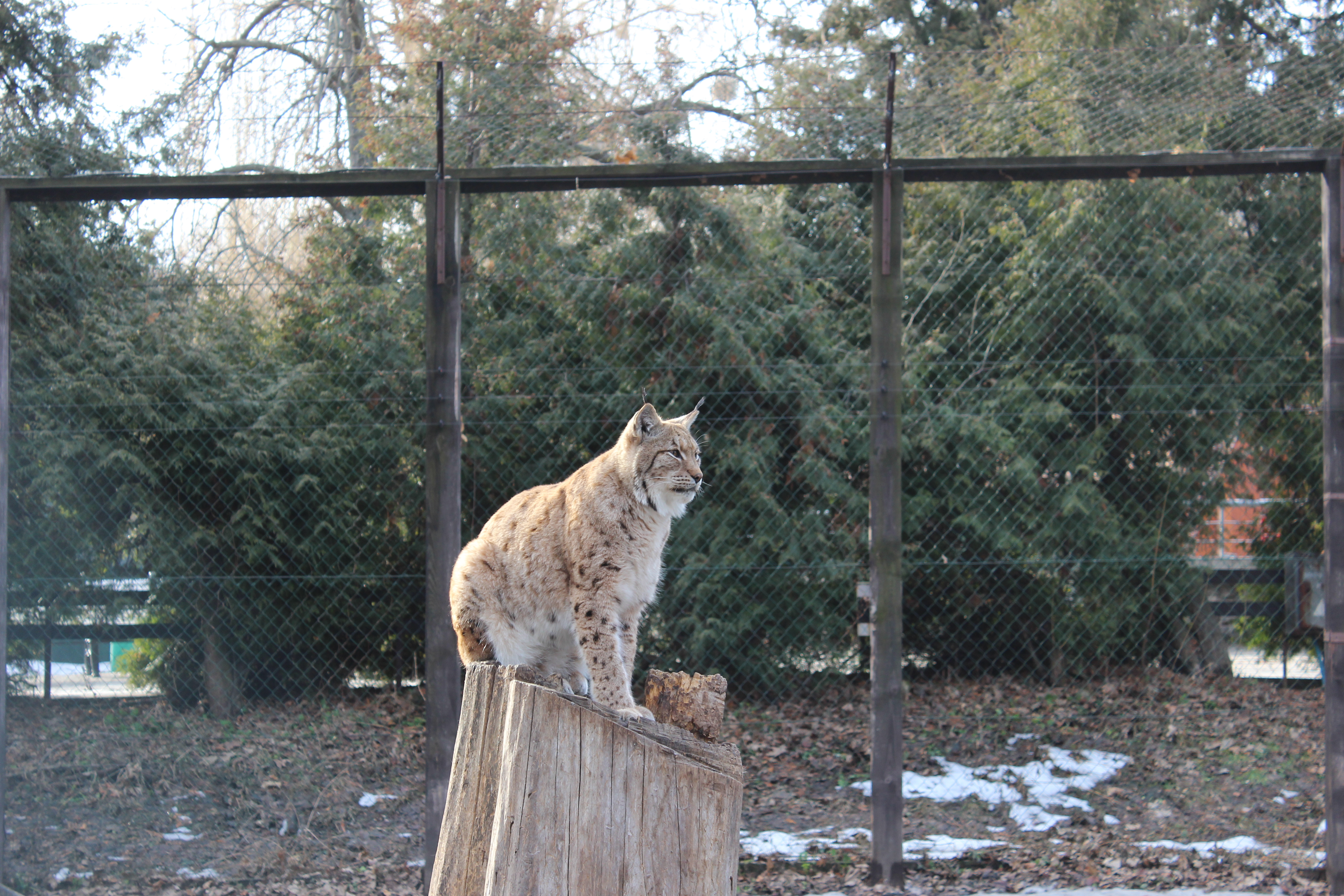
Рись євразійська
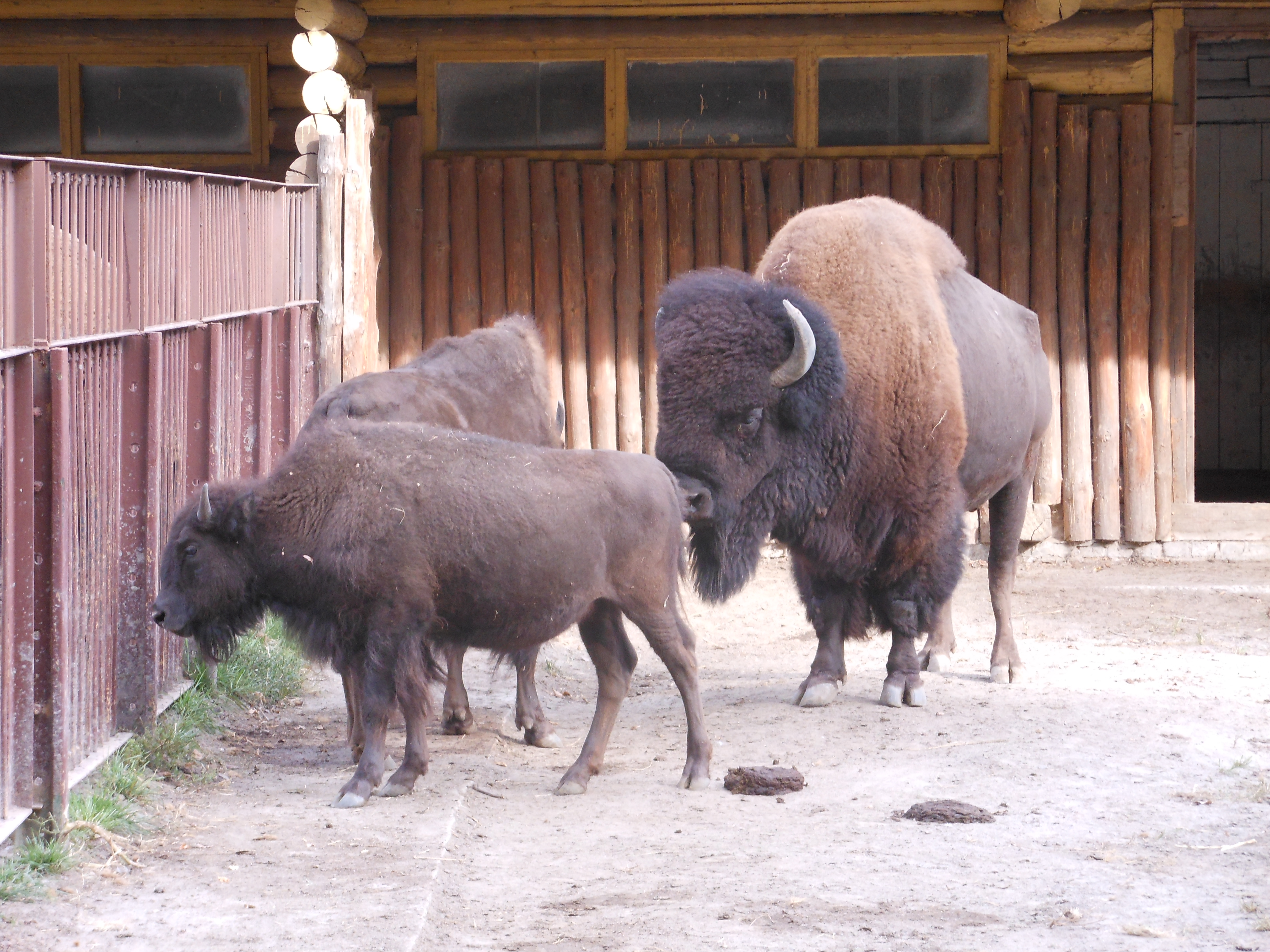
Зубр європейський
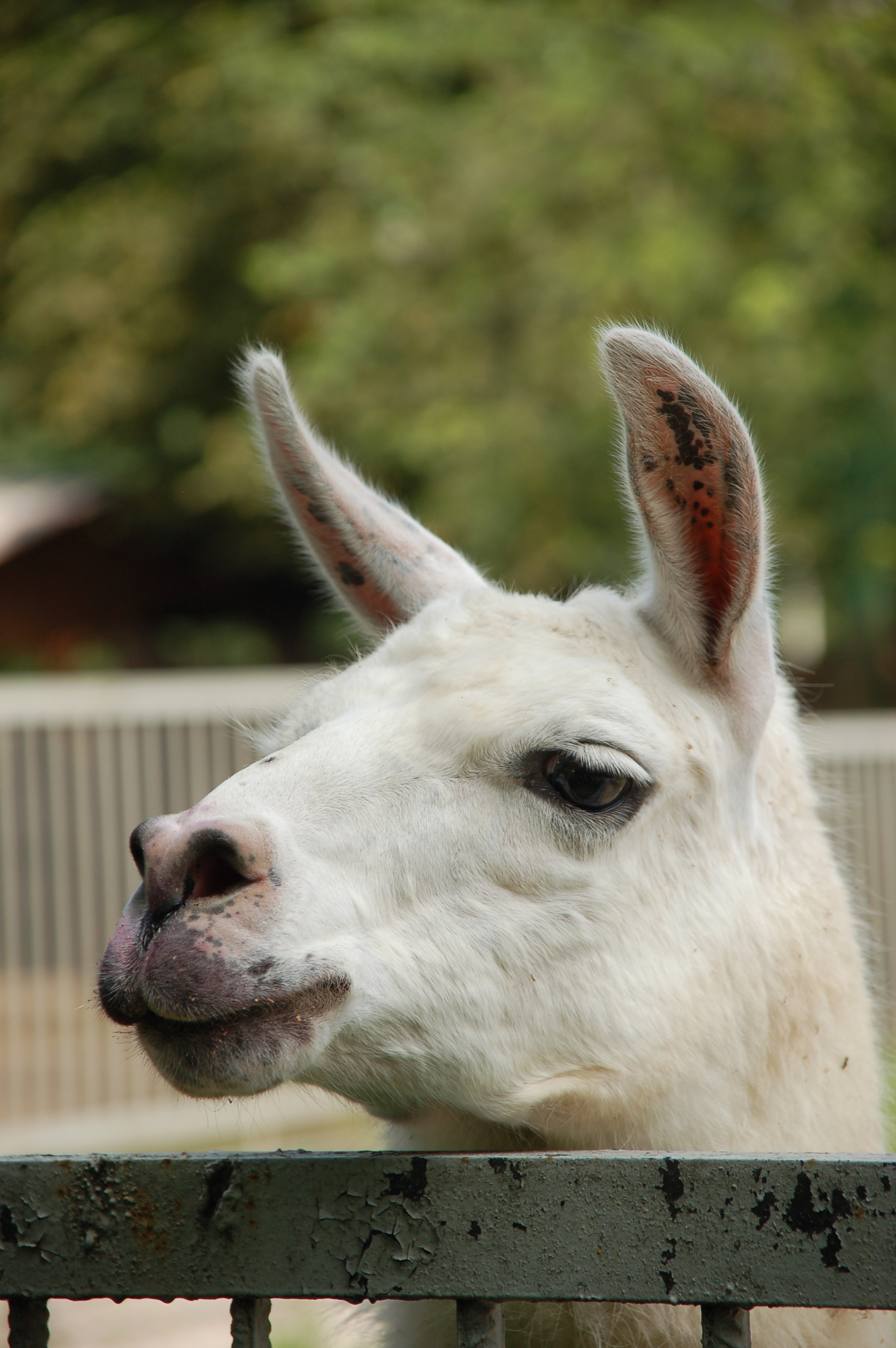
Лама
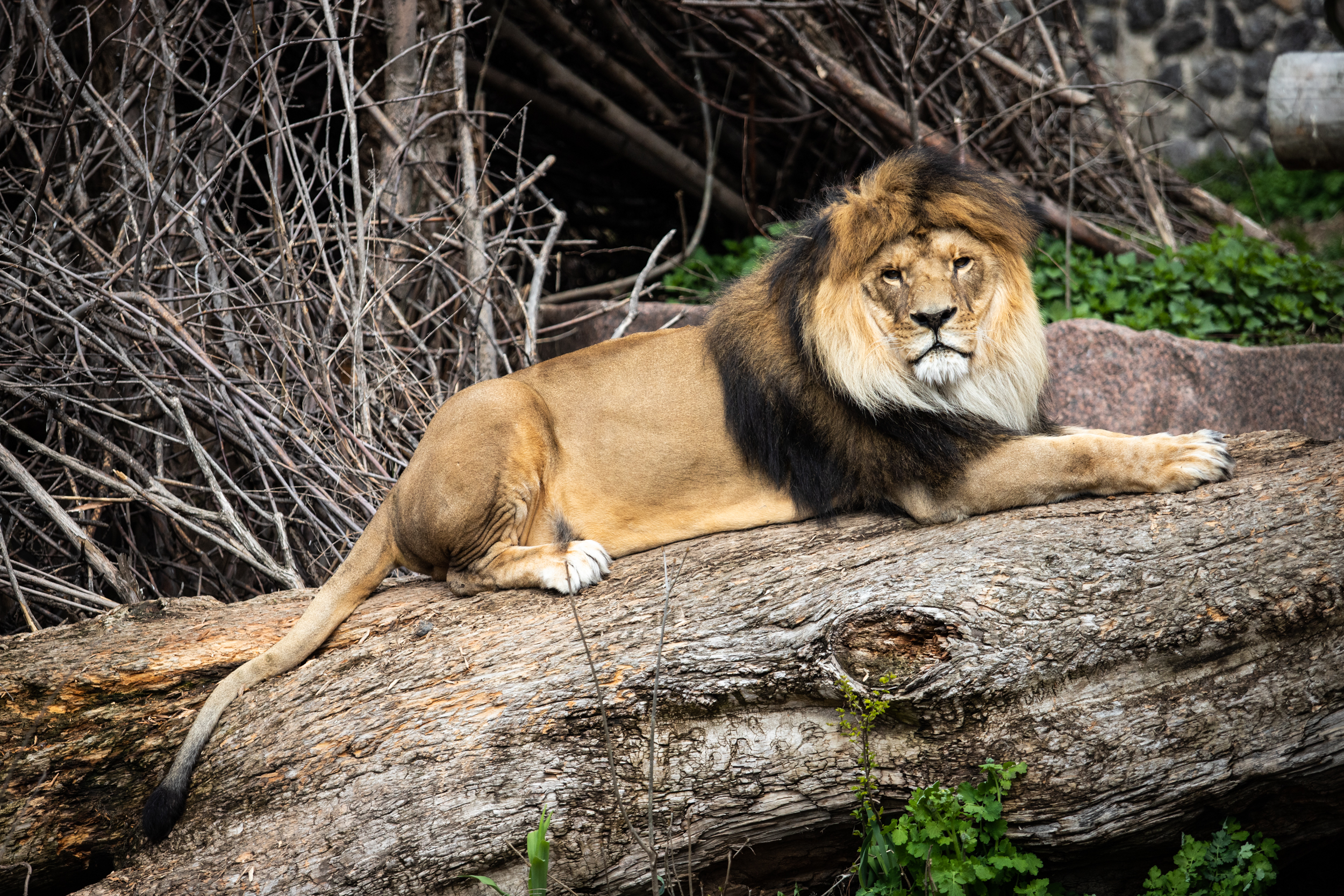
Лев африканський
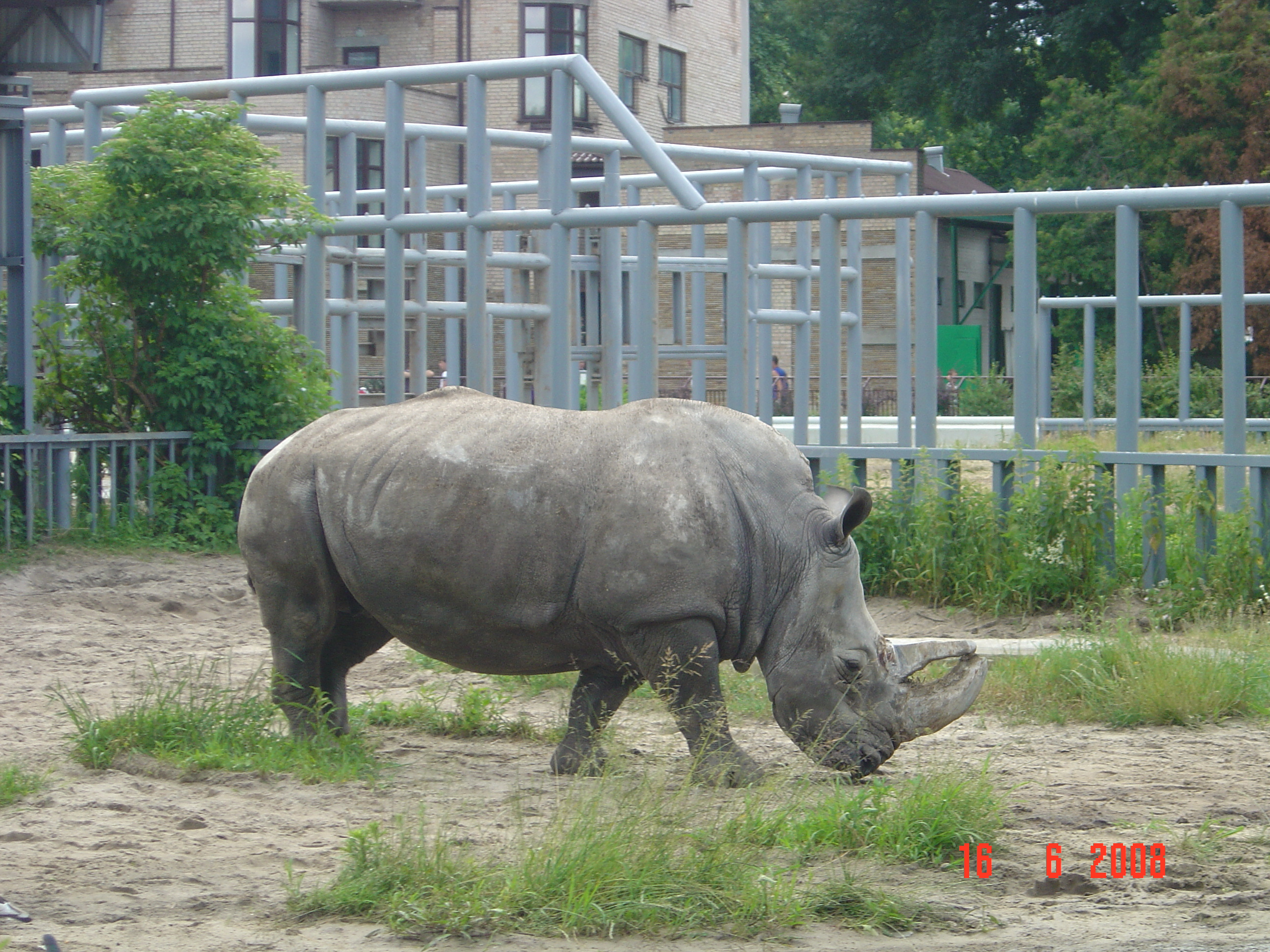
Носоріг білий південний
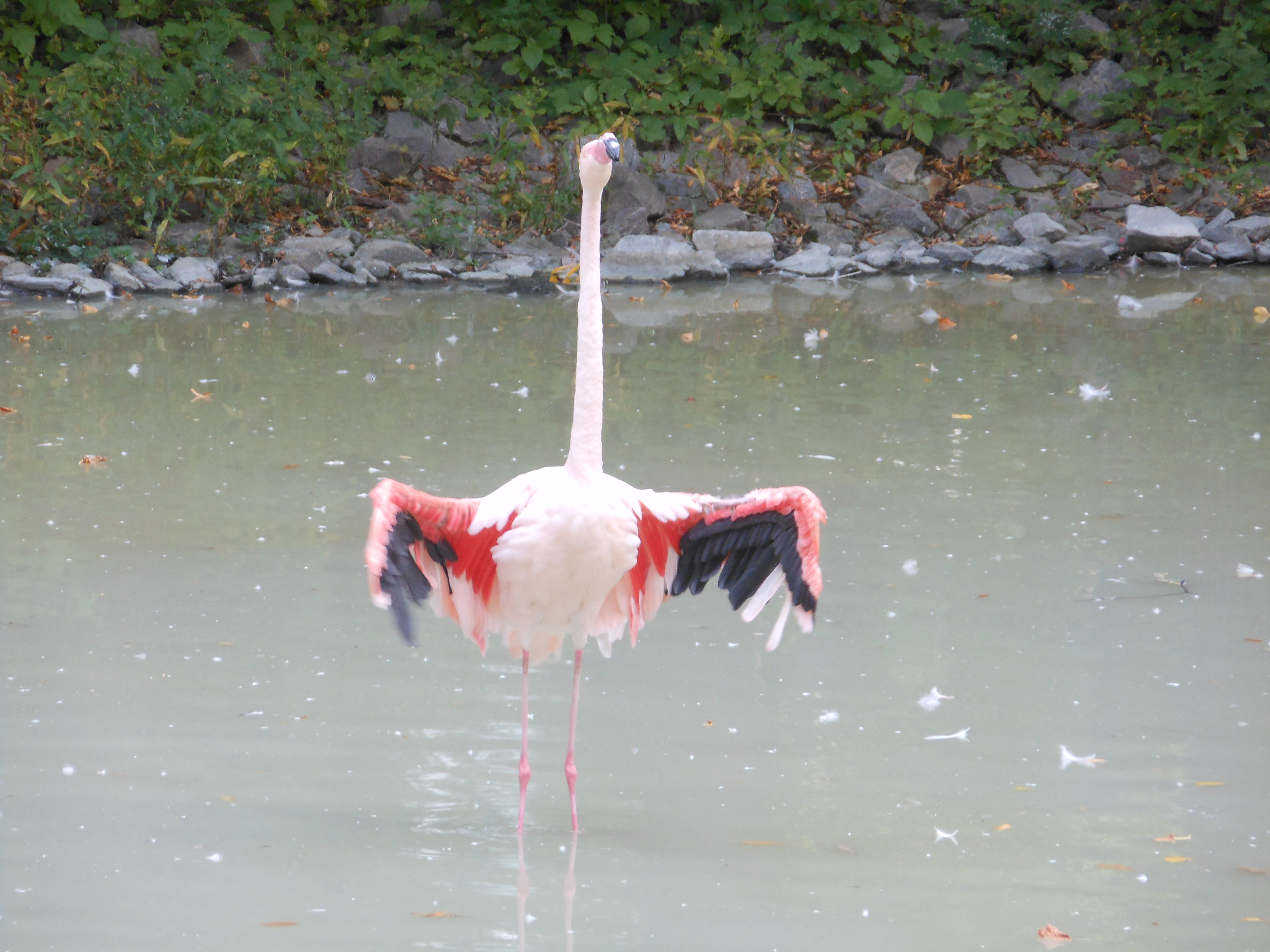
Фламінго
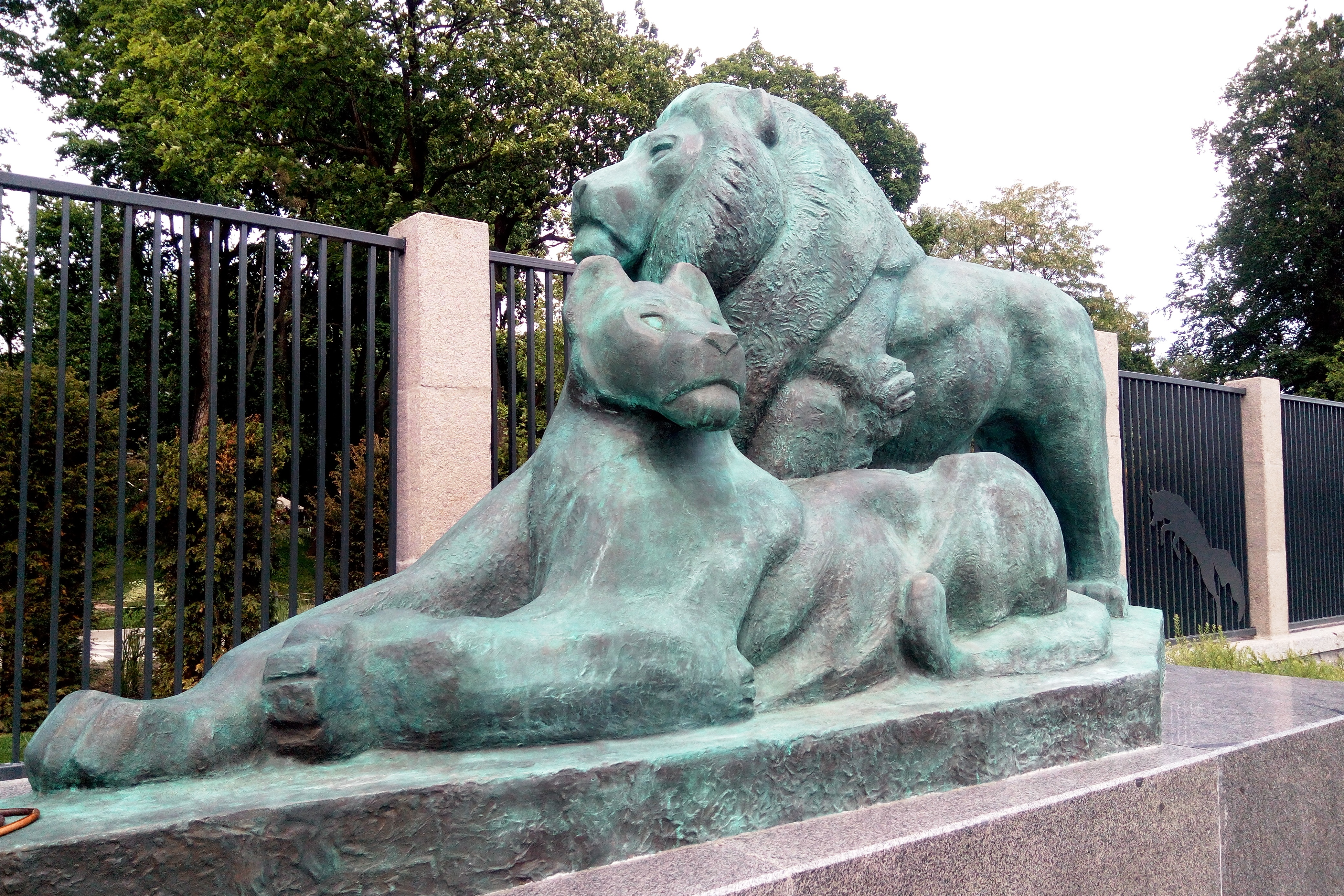
Скульптура «Лев i левиця»
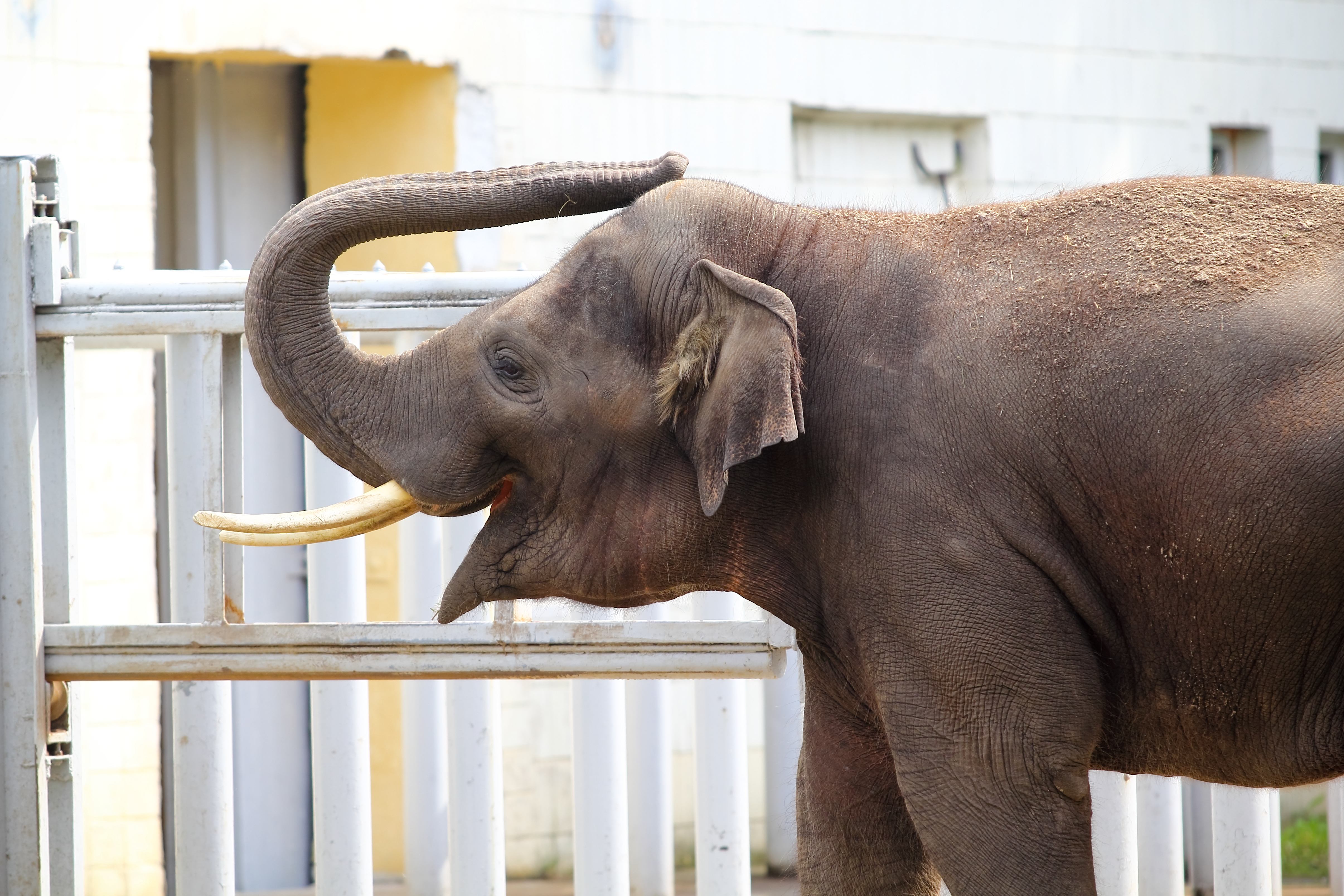
Слон індійський
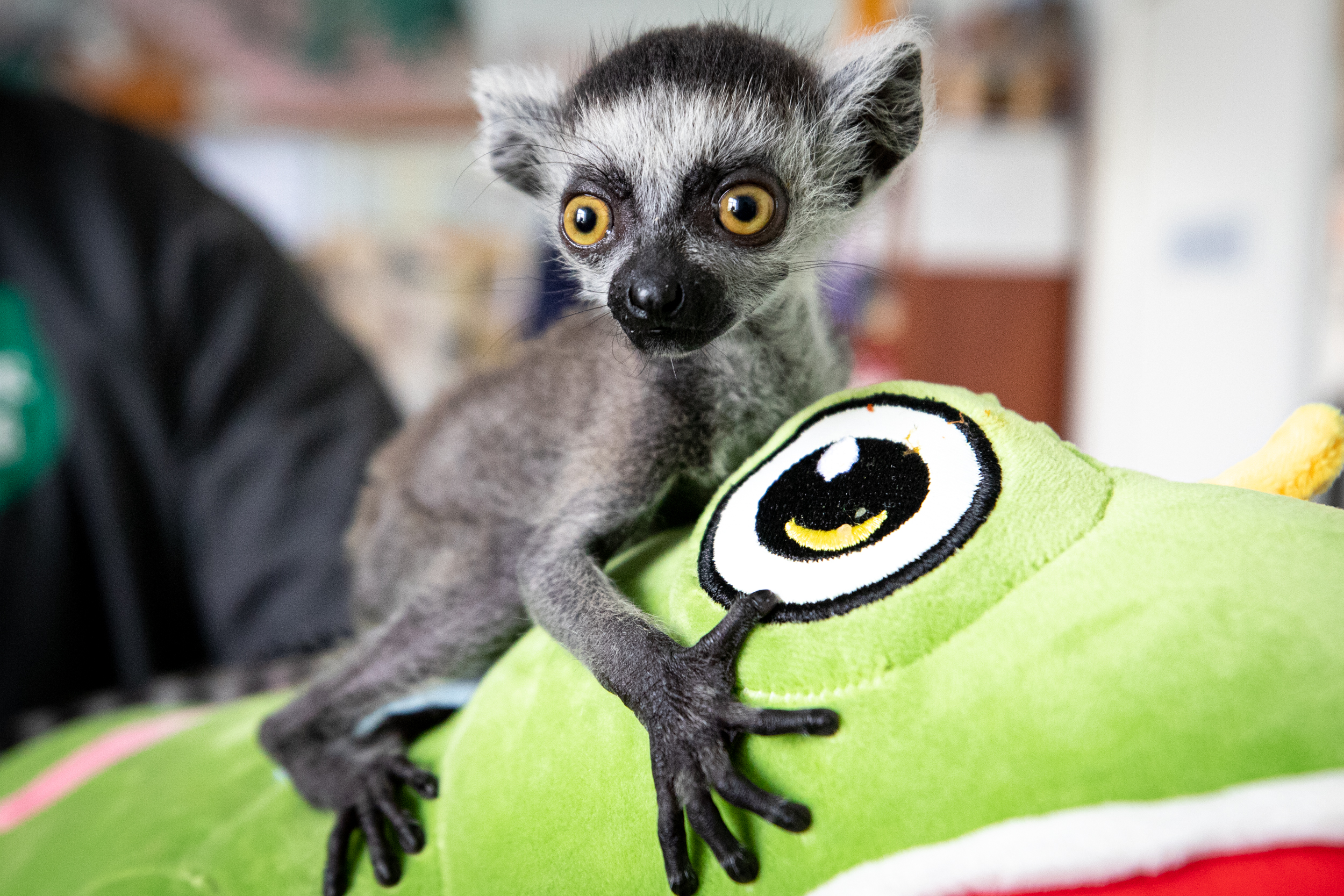
Лемур Байрактар
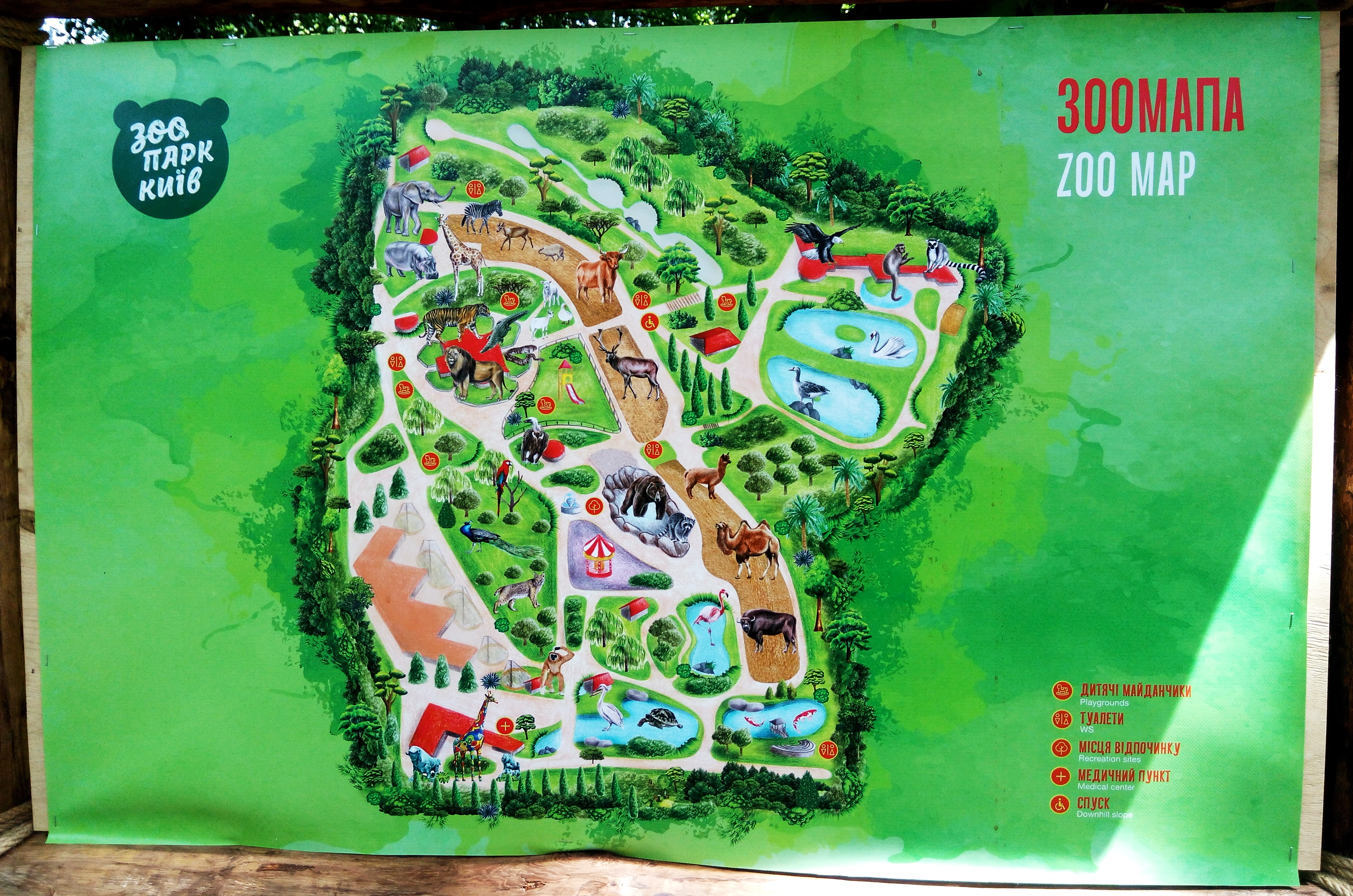
Зоомапа
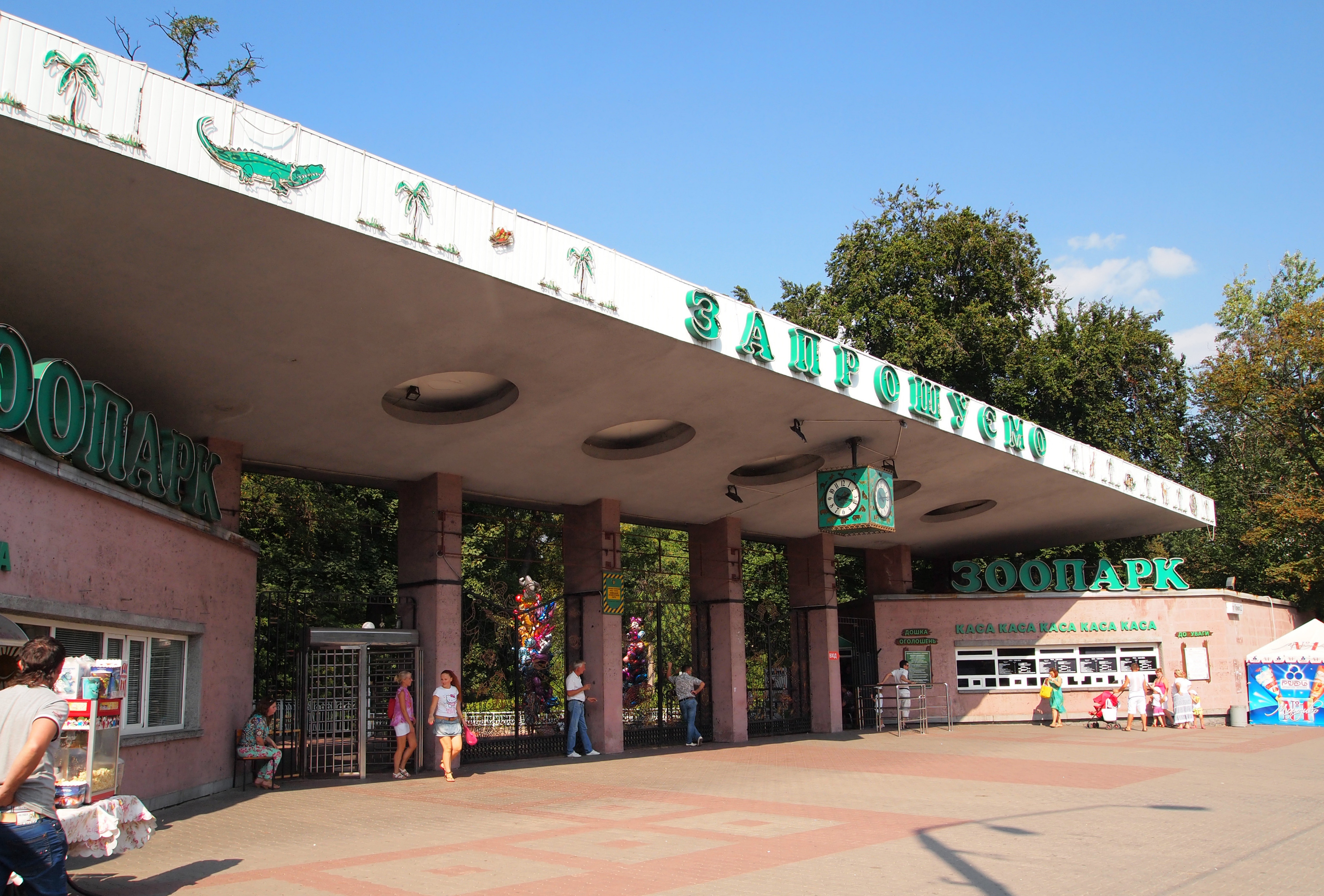
Головний вхід до зоопарку у 1968—2019 роках

## Рослинний світ парку
На території зоологічного парку росте понад 130 видів дерев і кущів.

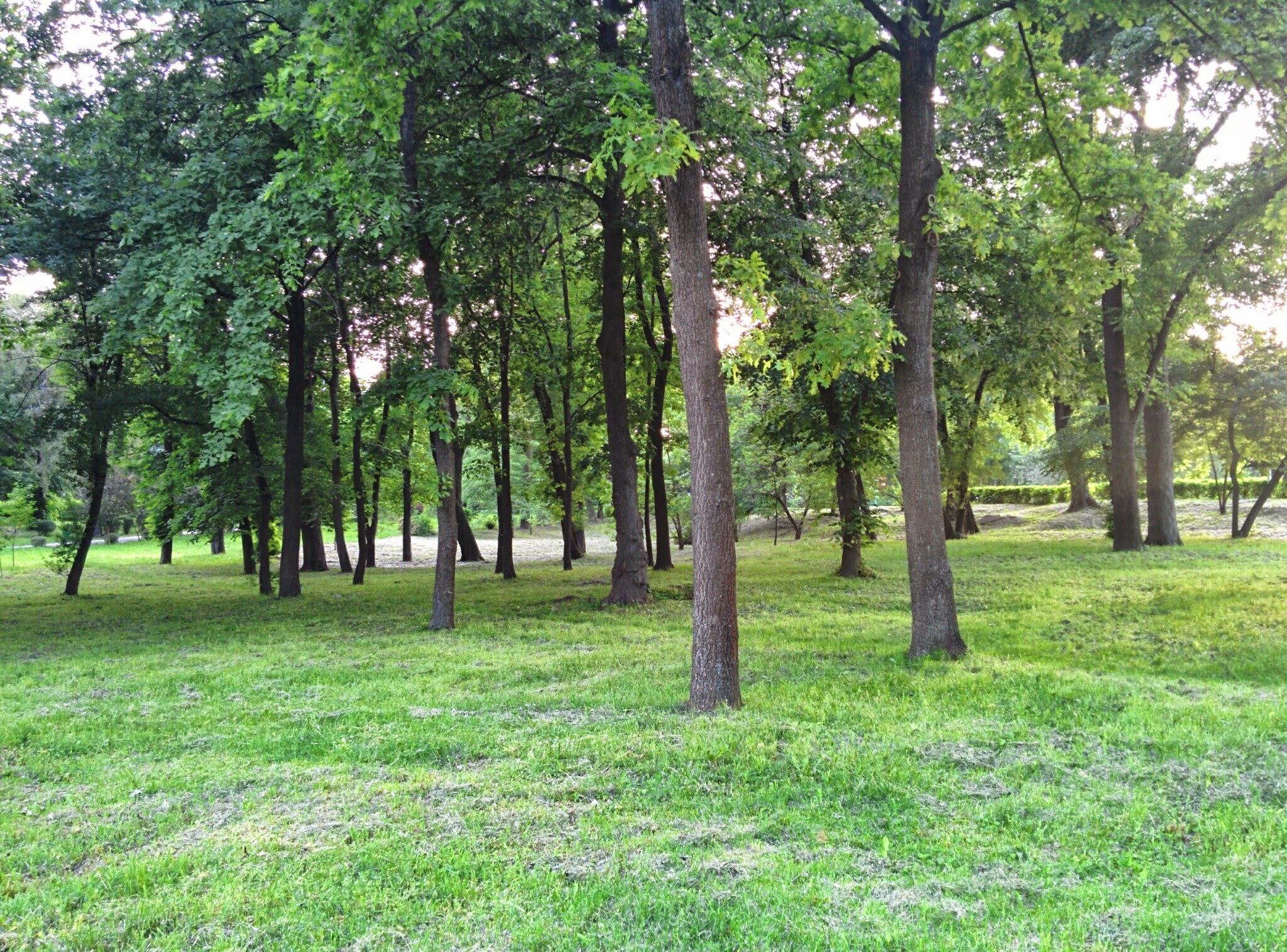
Зелена поляна (травень 2014)
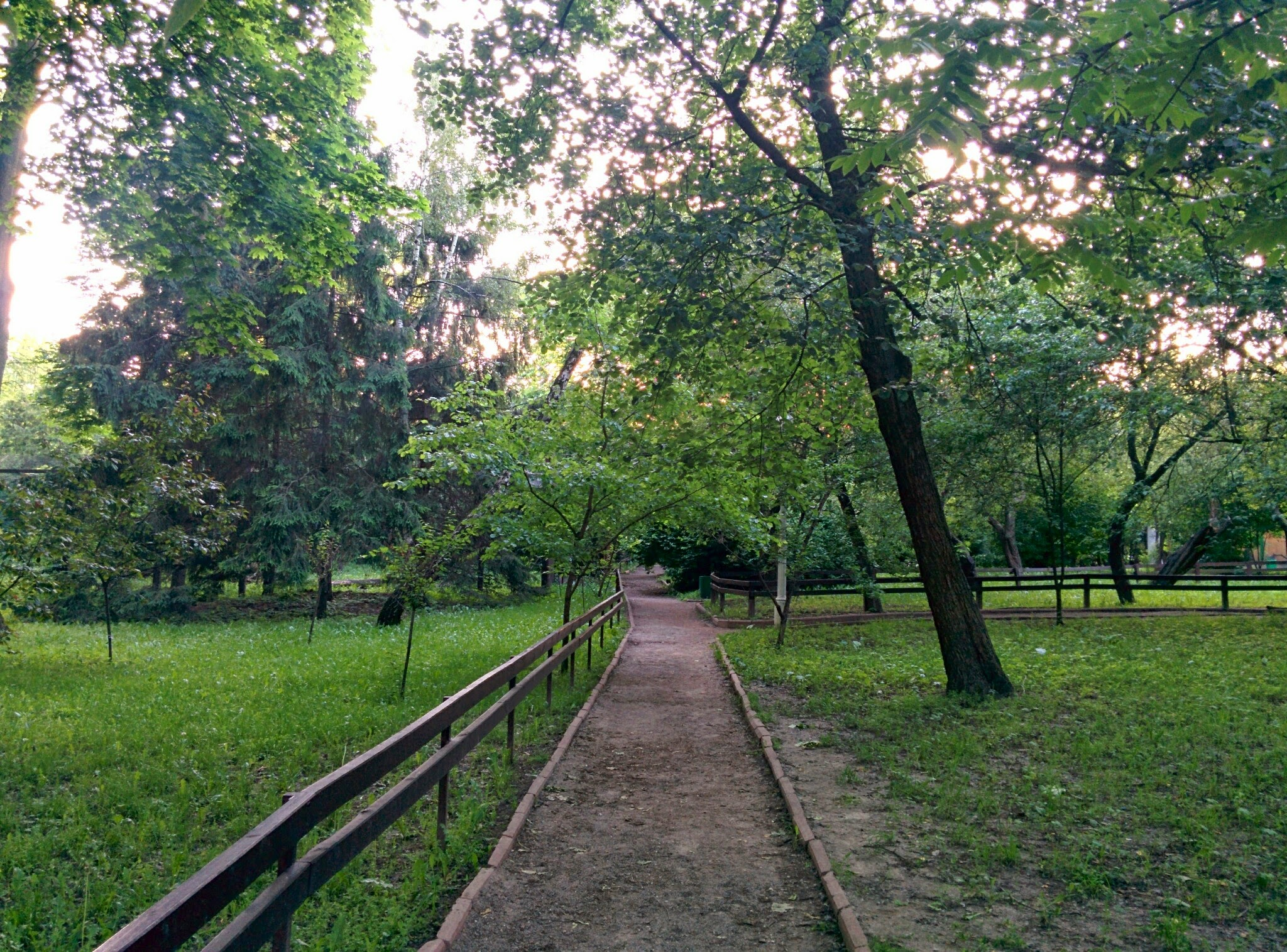
Стежка (травень 2014)
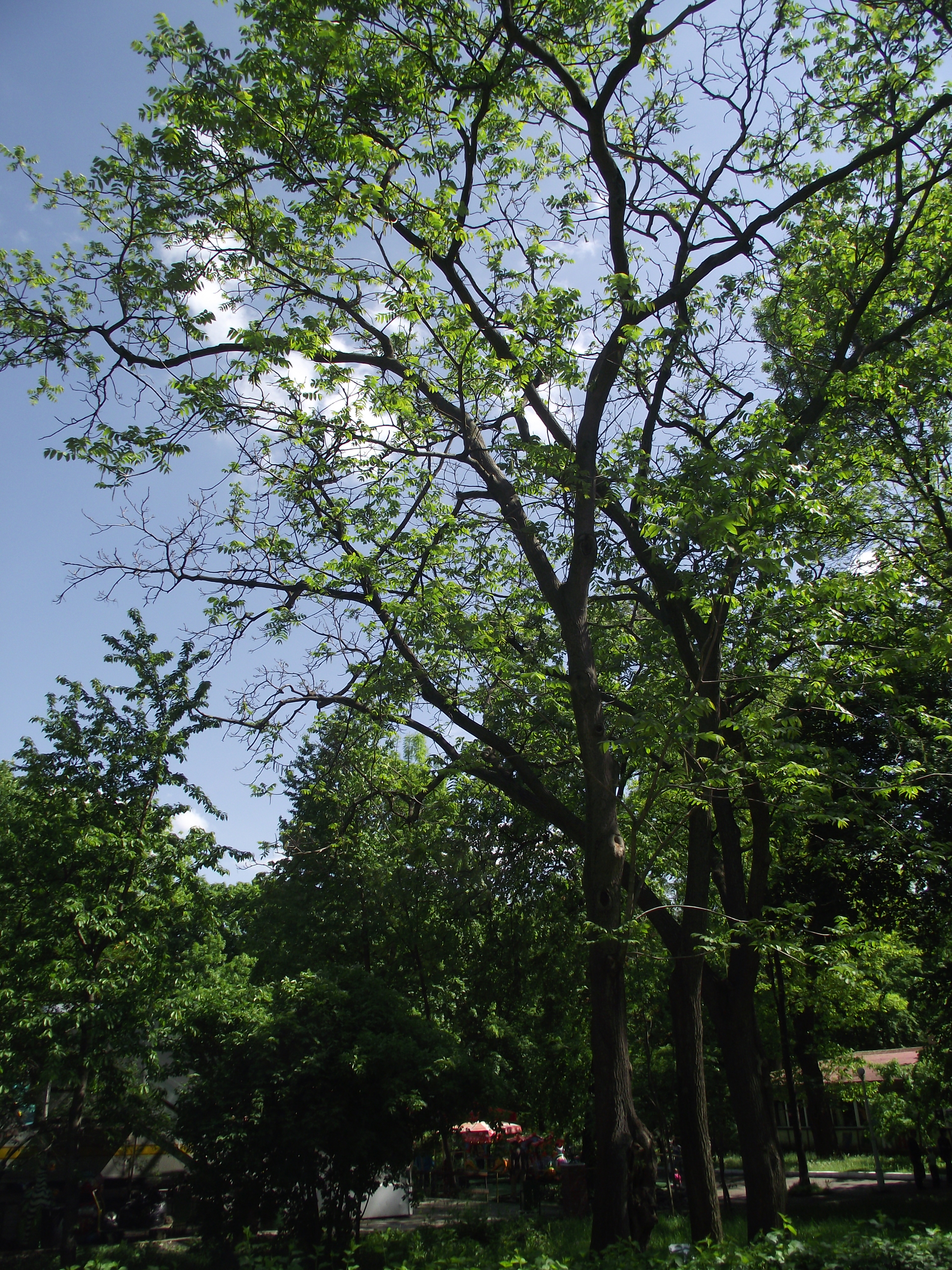
Манжурський горіх (травень 2014)
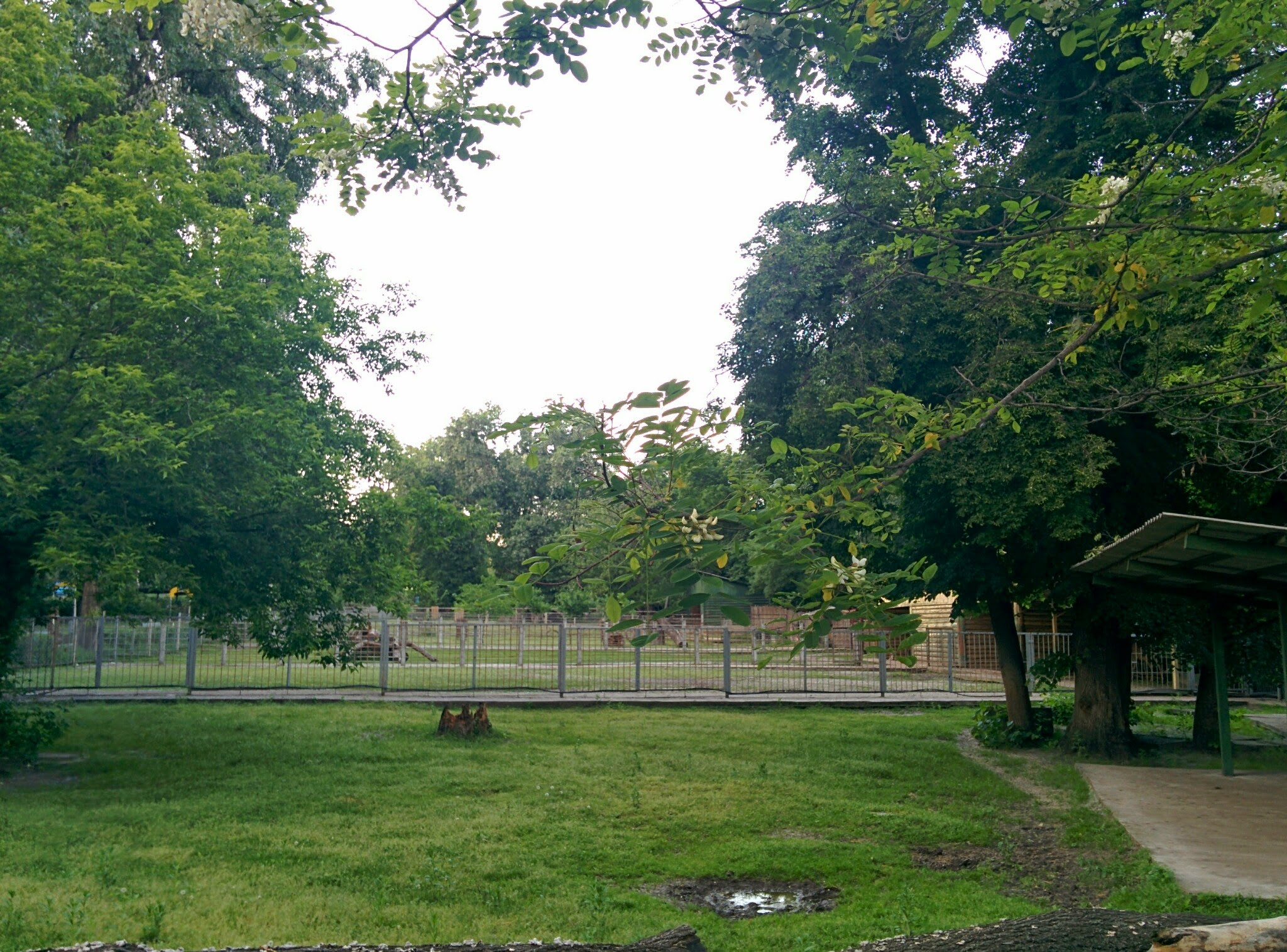
Місце для відпочинку (травень 2014)
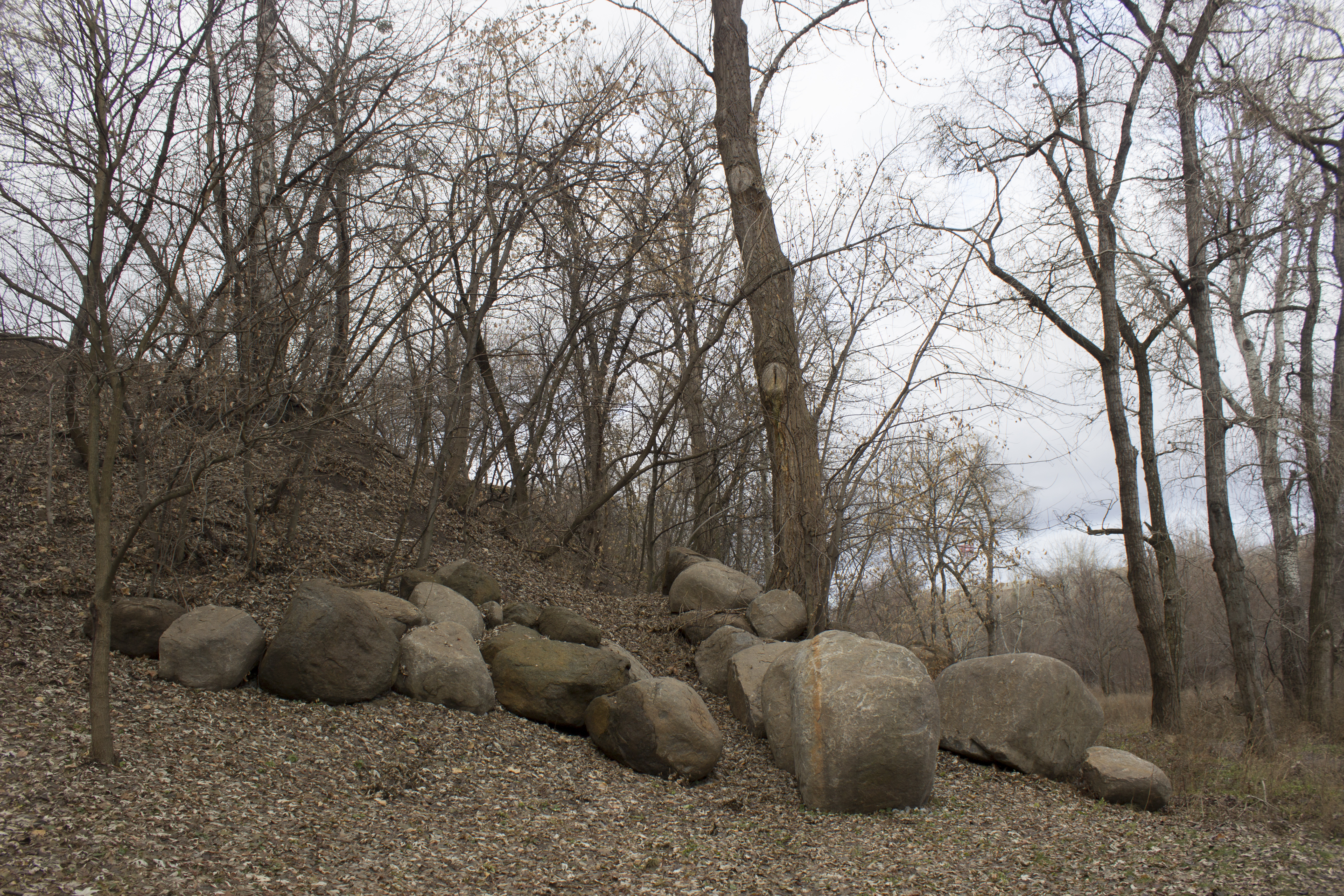
Камені (грудень 2014)
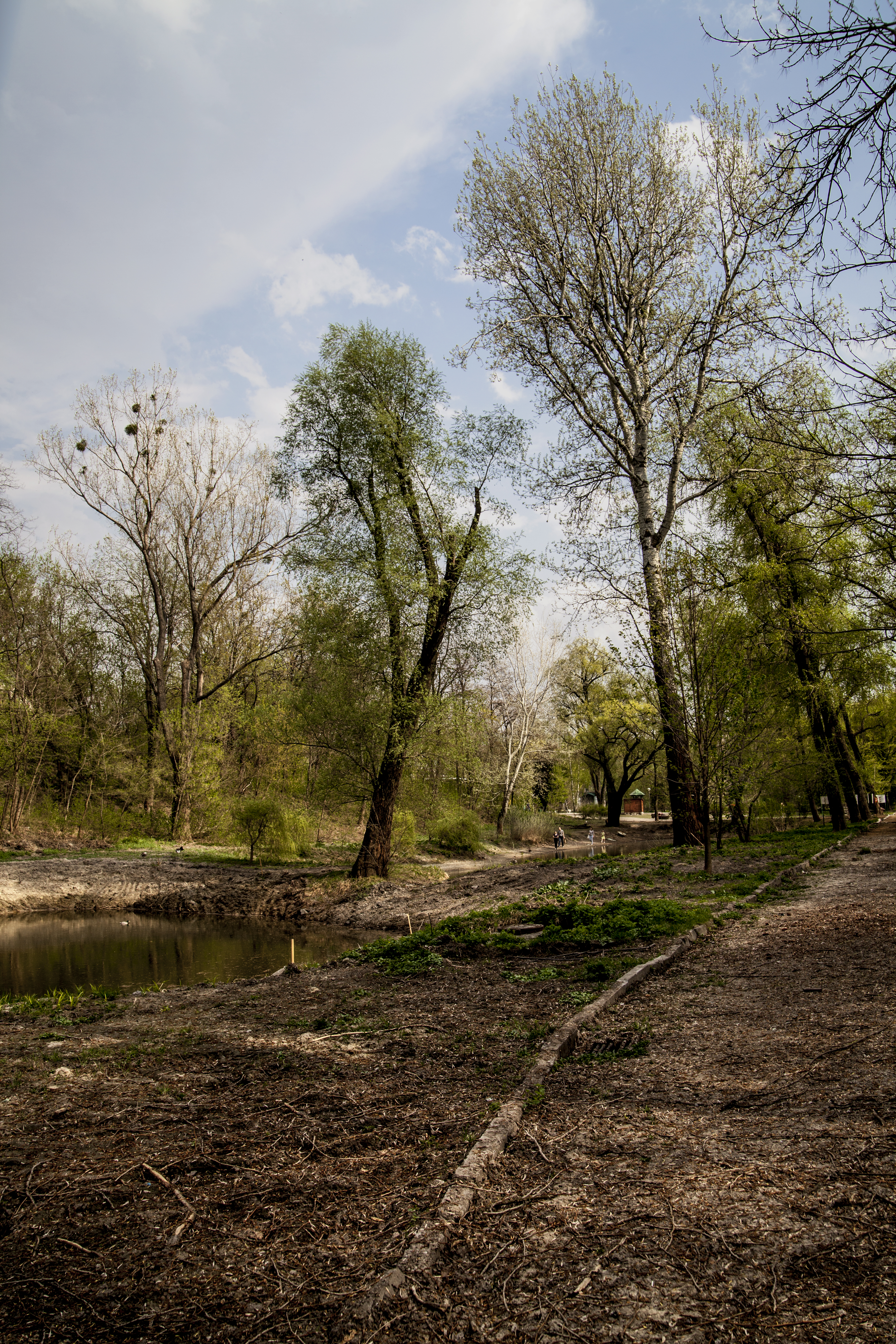
На нижніх ставках (квітень 2013)
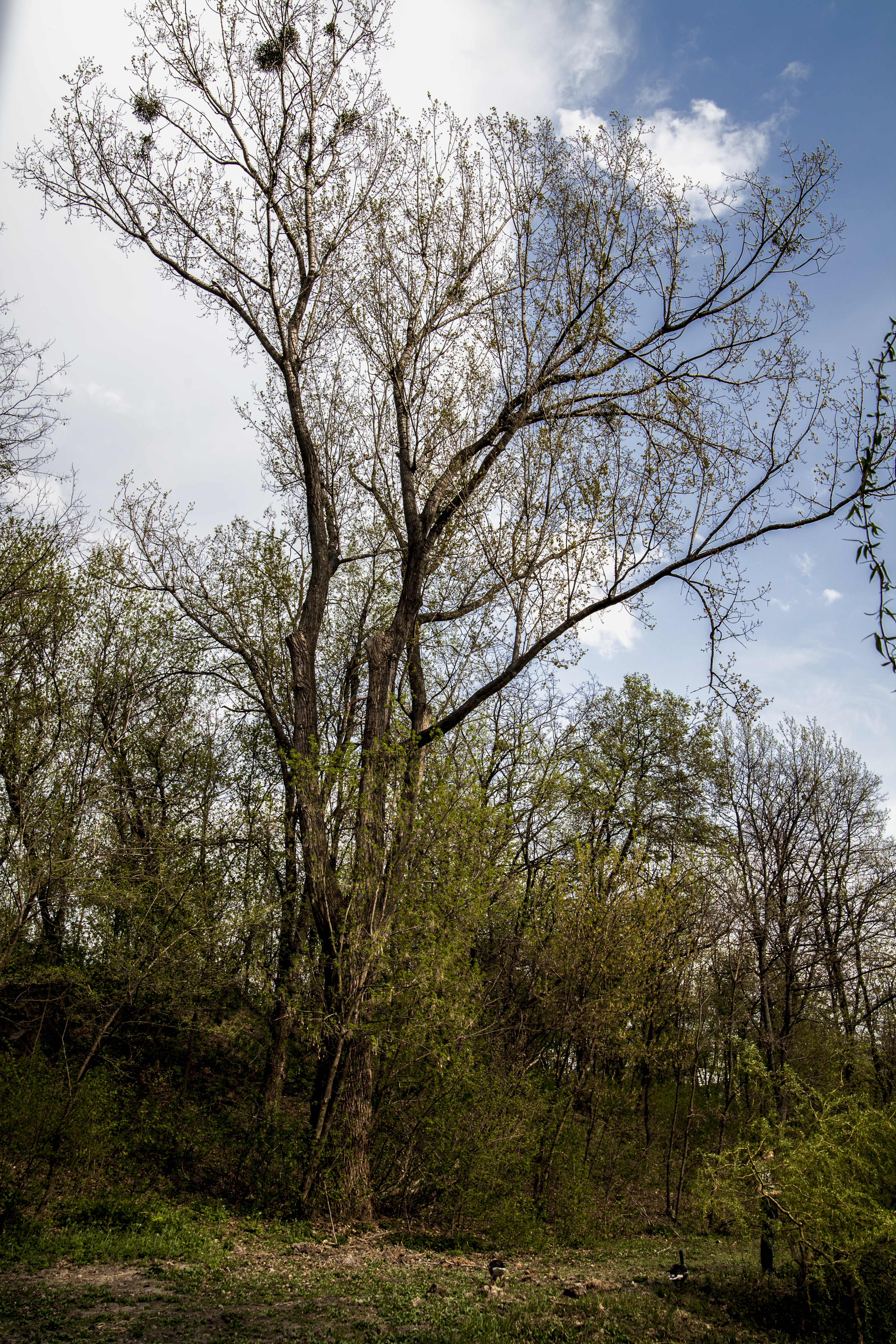
На нижніх ставках (квітень 2013)
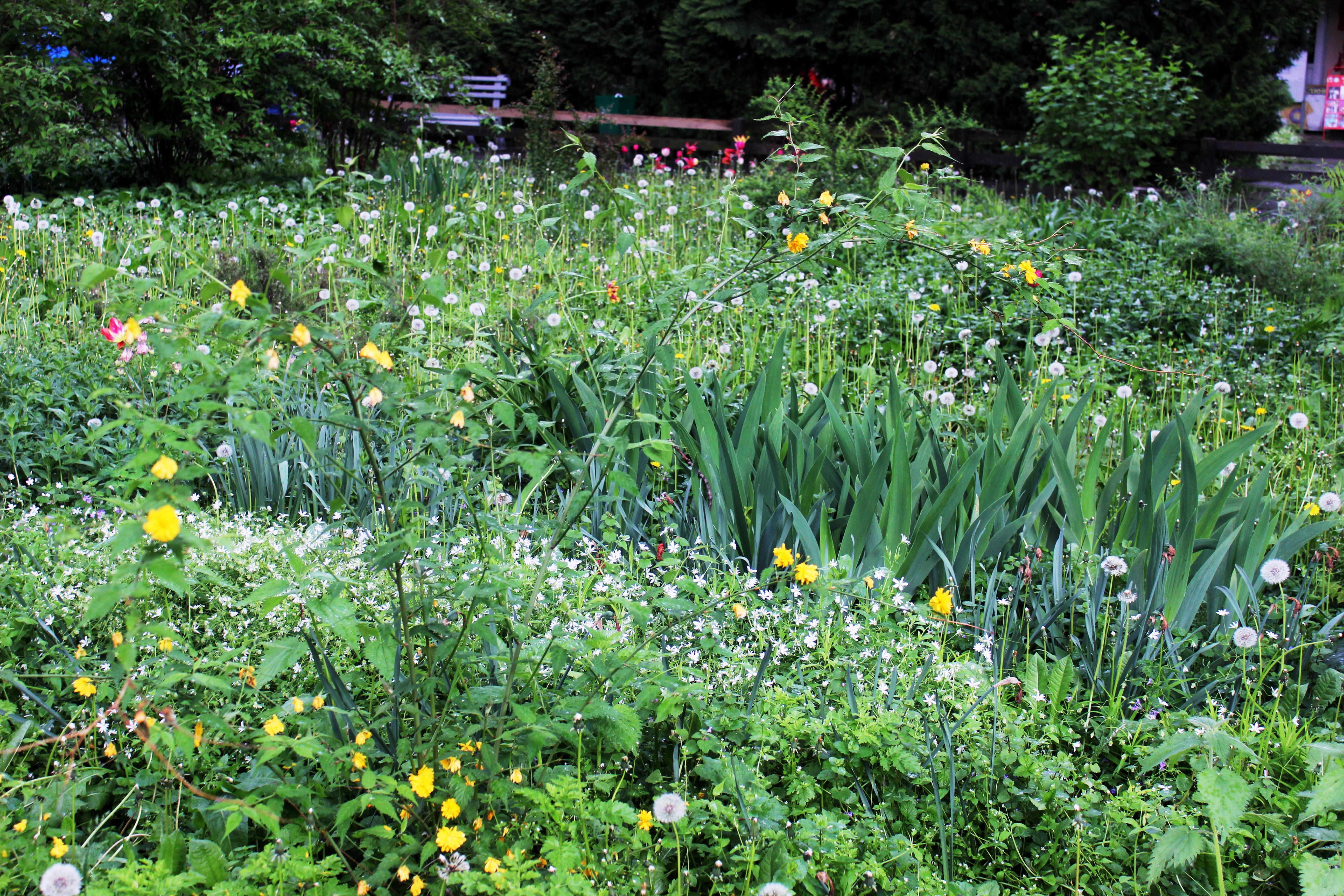
Квіти (травень 2016)
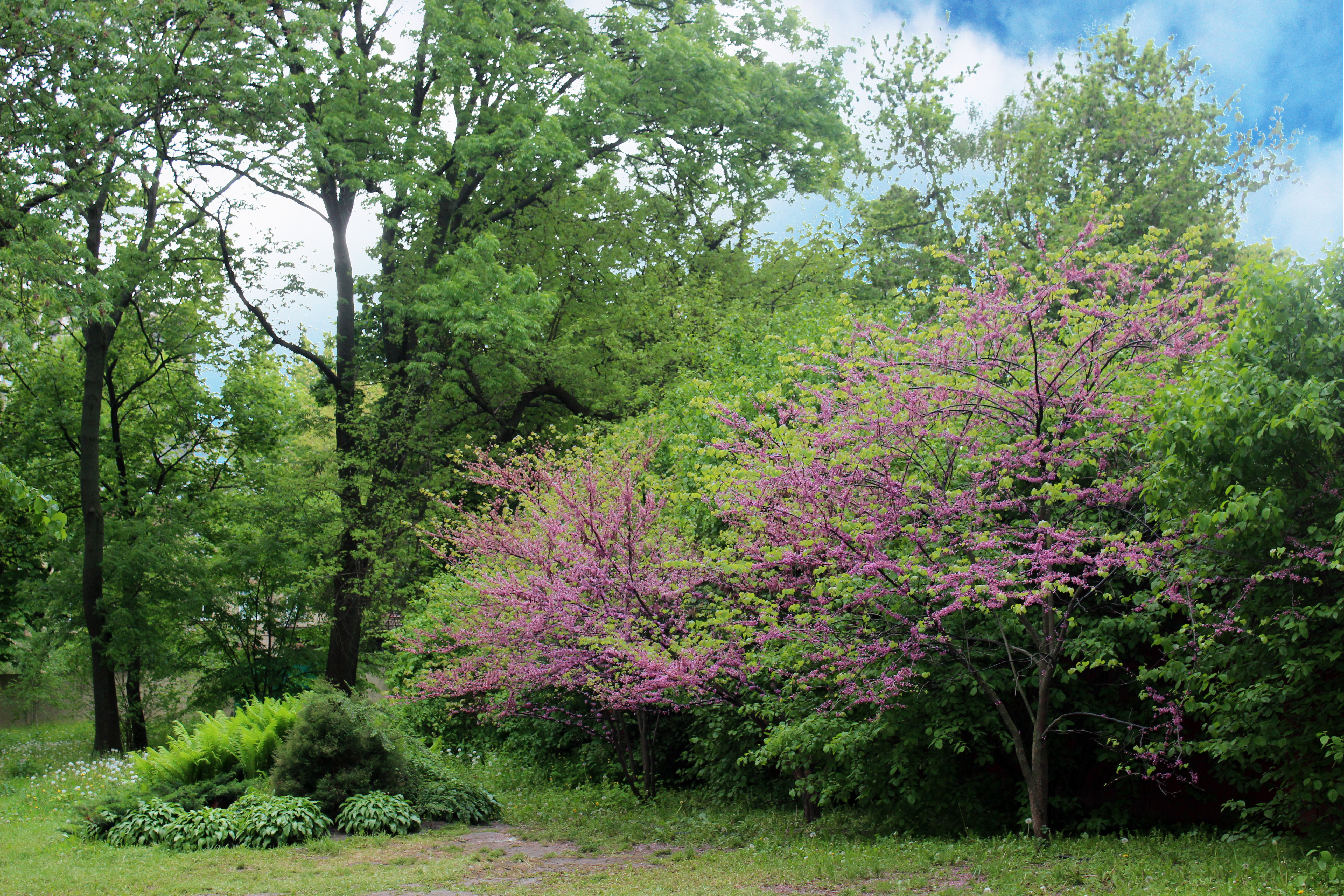
Квітучі дерева (травень 2016)
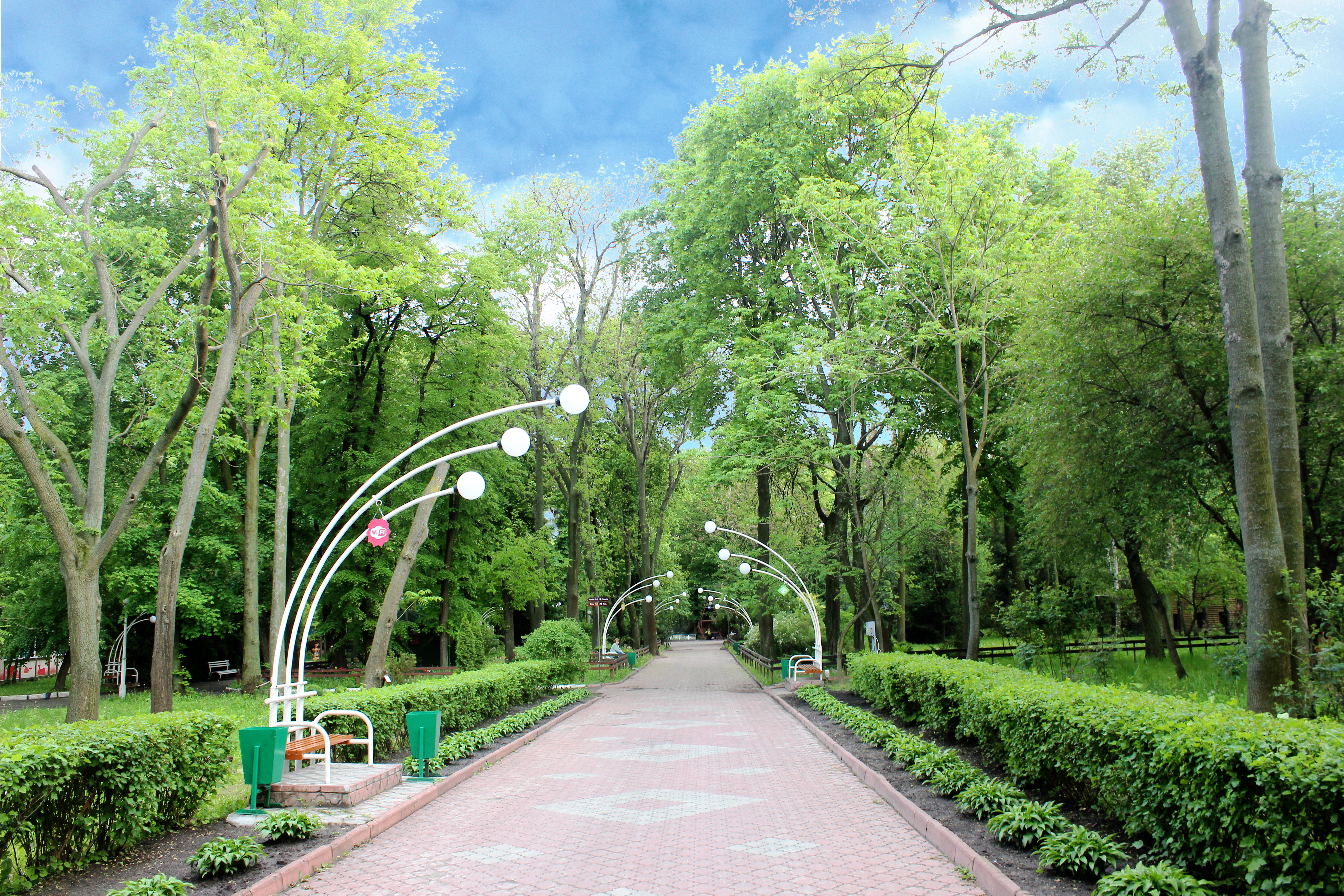
Алея (травень 2016)
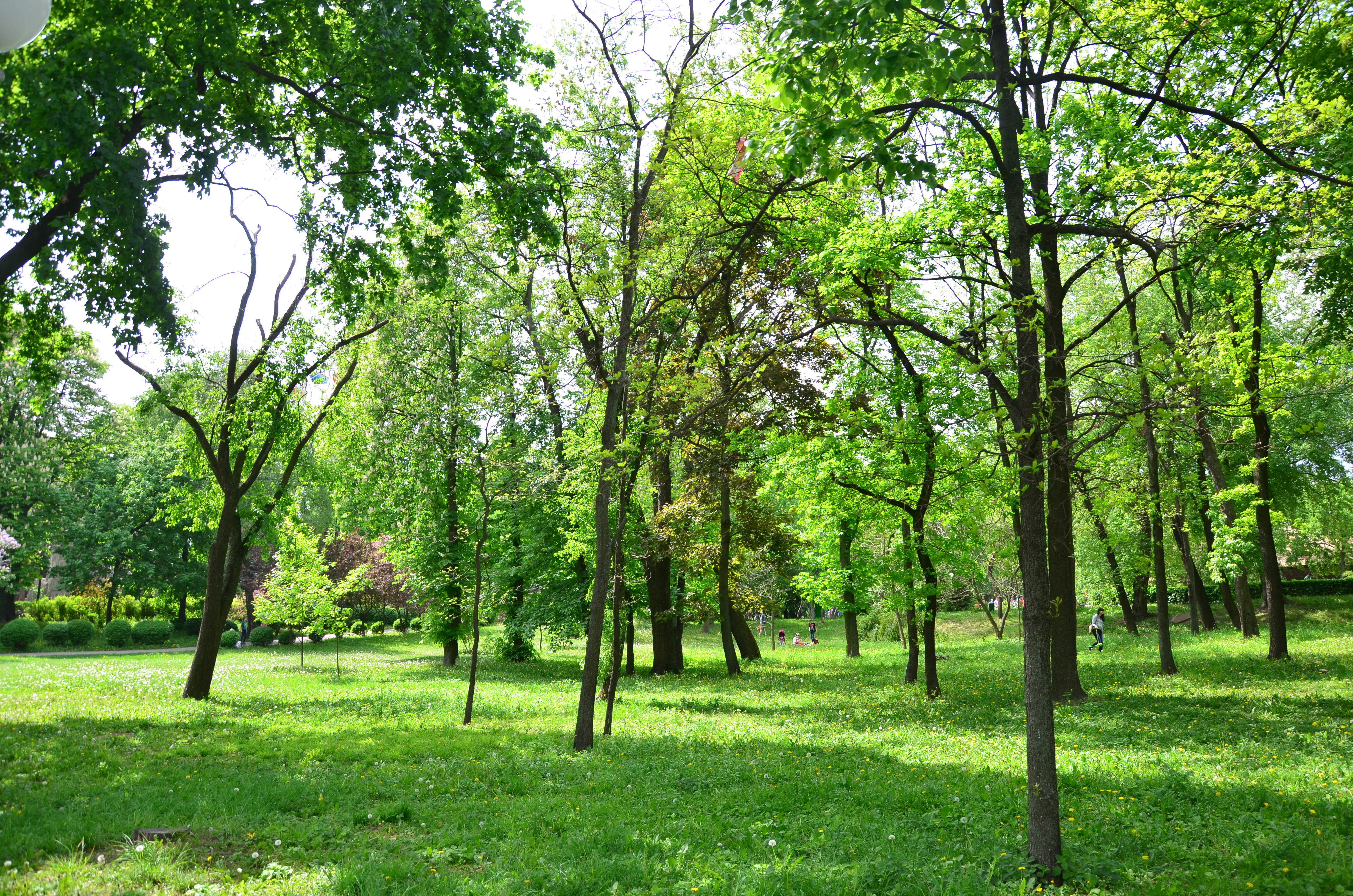
У парку (травень 2017)
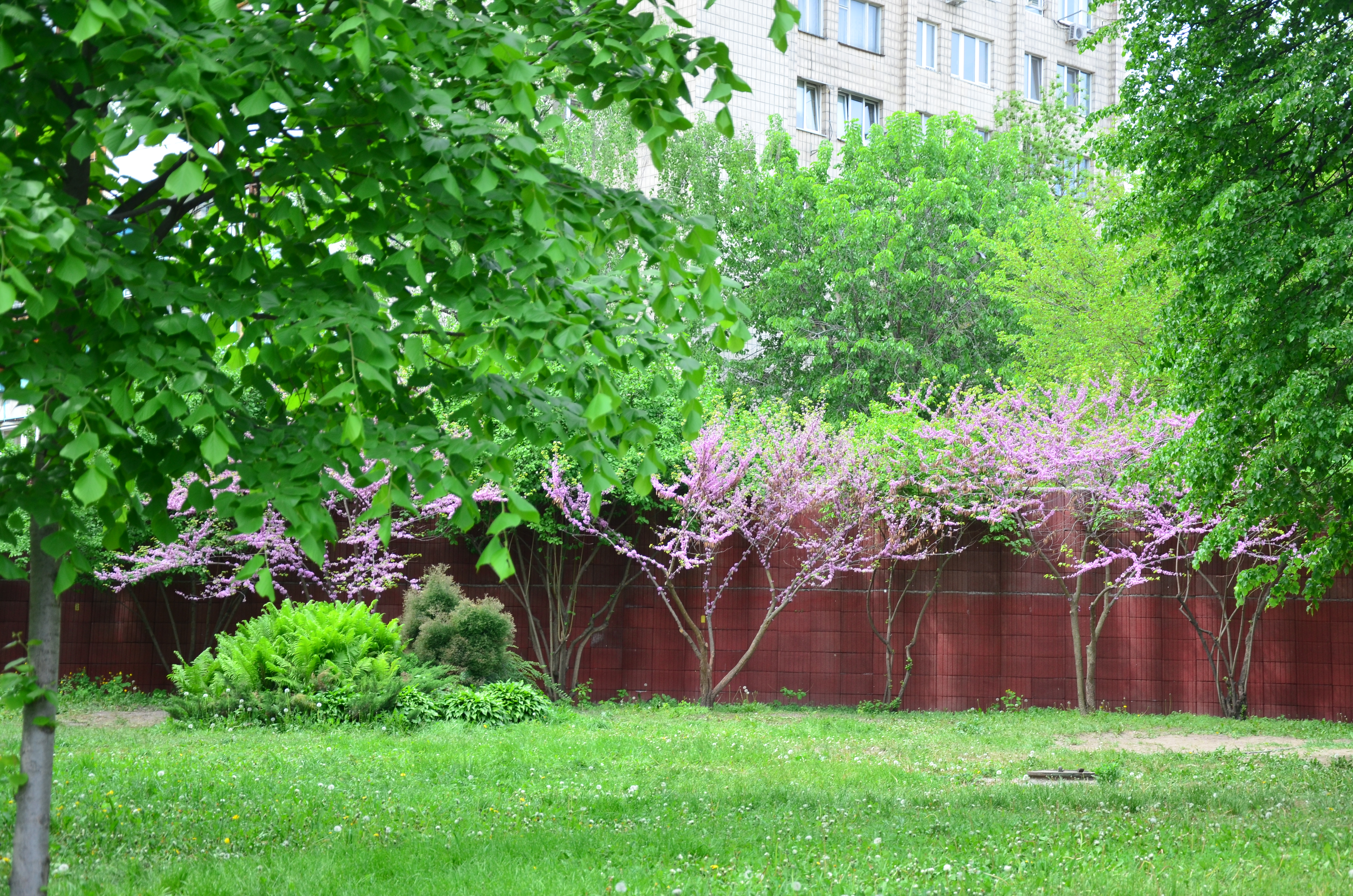
Квітучі дерева (травень 2017)